# Đông Nam Á
Đông Nam Á (tiếng Anh: Southeast Asia, viết tắt: SEA) là tiểu vùng địa lý phía đông nam của châu Á, bao gồm các khu vực phía nam của Trung Quốc, phía đông nam của tiểu lục địa Ấn Độ và phía tây bắc của Úc. Đông Nam Á có phía bắc giáp Đông Á, phía tây giáp Nam Á và vịnh Bengal, phía đông giáp Châu Đại Dương và Thái Bình Dương, phía nam giáp Australia và Ấn Độ Dương. Ngoài Lãnh thổ Ấn Độ Dương thuộc Anh và hai trong số 26 đảo san hô của Maldives ở Nam Á, Đông Nam Á là tiểu vùng duy nhất khác của châu Á nằm một phần trong Nam Bán cầu. Phần lớn tiểu vùng này vẫn ở Bắc bán cầu. Đông Timor và phần phía nam của Indonesia là những phần duy nhất nằm ở phía nam của xích đạo.
Theo định nghĩa ngày nay, Đông Nam Á bao gồm hai khu vực địa lý:
1. Đông Nam Á lục địa, còn được gọi là Bán đảo Đông Dương và theo lịch sử là Đông Dương, bao gồm Campuchia, Lào, Myanmar, bán đảo Malaysia, Thái Lan và Việt Nam.
2. Đông Nam Á hải đảo, còn được gọi là Quần đảo Mã Lai và theo lịch sử là Nusantara, bao gồm các quần đảo Andaman và Nicobar (Ấn Độ), Brunei, Đông Malaysia, Đông Timor, Indonesia, Philippines và Singapore.[6][7][8]

Khu vực này nằm gần giao điểm của các mảng địa chất, với cả các hoạt động địa chấn và núi lửa mạnh mẽ. Mảng Sunda là mảng địa chất chính của khu vực, bao gồm hầu hết các quốc gia Đông Nam Á trừ Myanmar, bắc Thái Lan, bắc Lào, bắc Việt Nam và bắc Luzon của Philippines. Các dãy núi ở Myanmar, Thái Lan và bán đảo Malaysia là một phần của vành đai Alpide, trong khi các đảo của Philippines là một phần của Vành đai lửa Thái Bình Dương. Cả hai vành đai địa chấn đều gặp nhau ở Indonesia, khiến khu vực này có khả năng xảy ra động đất và phun trào núi lửa tương đối cao.
Vùng này bao gồm khoảng 4.500.000 km2 (1.700.000 dặm vuông Anh), chiếm 10,5% diện tích châu Á hoặc 3% tổng diện tích Trái đất. Tổng dân số của Đông Nam Á là hơn 655 triệu người, chiếm khoảng 8,5% dân số thế giới. Đây là khu vực địa lý đông dân thứ ba ở Châu Á sau Nam Á và Đông Á. Khu vực này đa dạng về văn hóa và dân tộc, với hàng trăm ngôn ngữ được sử dụng bởi các nhóm dân tộc khác nhau. Mười quốc gia trong khu vực là thành viên của Hiệp hội các quốc gia Đông Nam Á (ASEAN), một tổ chức khu vực được thành lập để hội nhập kinh tế, chính trị, quân sự, giáo dục và văn hóa giữa các quốc gia thành viên.
Dân tộc Đông Nam Á lấy dân tộc Nam Đảo và dân tộc Mã Lai chiếm vị trí chủ đạo, cư dân trong khu vực phần nhiều theo Hồi giáo và Phật giáo, các tôn giáo khác như Kitô giáo, Ấn Độ giáo và tôn giáo có liên quan đến thuyết vật linh cũng tồn tại ở bên trong khu vực này. Indonesia là nước có người theo Hồi giáo nhiều nhất trên thế giới, Thái Lan là nước Phật giáo lớn nhất thế giới, Philippines là nước có tín đồ Công giáo Rôma nhiều nhất ở Đông Bán cầu.
Đông Nam Á nằm ở "ngã tư đường" giữa châu Á và châu Đại Dương, Thái Bình Dương và Ấn Độ Dương. Eo biển Malacca chính là "yết hầu" của giao lộ này, địa vị chiến lược trọng yếu vô cùng. Eo biển Malacca nằm ở giữa bán đảo Mã Lai và đảo Sumatra, tổng chiều dài chừng 1.080 km, chỗ hẹp nhất chỉ có 3,7 km, đủ lưu thông tàu thủy tải trọng 250.000 tấn, các nước bờ tây Thái Bình Dương phần nhiều đi qua tuyến hàng hải này hướng tới Nam Á, Tây Á, bờ biển phía đông châu Phi và các nước đi sát bờ biển ở châu Âu. Các nước ven bờ eo biển Malacca có Thái Lan, Singapore và Malaysia, trong đó Singapore ở vào chỗ hẹp nhất của eo biển Malacca, là vị trí giao thông đặc biệt trọng yếu.

## Định nghĩa
Đông Nam Á vào trước thế kỉ 20 được người châu Âu gọi là Đông Ấn Độ. Trong lịch sử Trung Quốc thì gọi khu vực đó là Nam Dương ("南洋"). Bởi vì vị trí địa lý giữa Trung Quốc với á lục địa Ấn Độ và ảnh hưởng văn hoá của khu vực láng giềng cho nên bộ phận lục địa Đông Nam Á được nhà địa lý học châu Âu gọi là Indochina. Tuy nhiên, vào thế kỷ XX, lời nói này càng giới hạn ở lãnh thổ Đông Dương thuộc Pháp cũ (Campuchia, Lào và Việt Nam). Về mặt biển ở Đông Nam Á cũng được gọi là quần đảo Mã Lai, nguồn gốc thuật ngữ này đến từ khái niệm ở châu Âu - người Mã Lai của nhóm ngữ hệ Nam Đảo (tức nhân chủng Mã Lai). Một thuật ngữ khác ở Đông Nam Á hải dương là quần đảo Đông Ấn Độ, dùng cho miêu tả khu vực giữa bán đảo Ấn - Trung và Liên bang Úc.
Thuật ngữ "Đông Nam Á" cũng do mục sư Hoa Kỳ Howard Malcolm sử dụng lần đầu tiên vào năm 1839 ở trong một quyển sách "Du lịch Đông Nam Á" của ông. Định nghĩa của Malcolm chỉ bao gồm phần đất liền, và loại trừ phần Đông Nam Á hải đảo. Vào thời kì Đại chiến thế giới lần thứ hai, quân Đồng Minh thành lập Bộ tư lệnh Đông Nam Á (SEAC) vào năm 1943. Thuật ngữ "Đông Nam Á" vì nguyên do đó nên được sử dụng rộng khắp. SEAC triển khai sử dụng thuật ngữ "Đông Nam Á", nhưng mà khái niệm cấu thành Đông Nam Á vào thời kì đầu vẫn không cố định, thí dụ Philippines và phần lớn Indonesia bị SEAC loại trừ ra ngoài vùng này trong khi bao gồm cả Ceylon. Đến cuối niên đại 70 thế kỉ XX, cách dùng tiêu chuẩn đại thể của chữ Đông Nam Á và lãnh thổ mà nó bao hàm đã xuất hiện. Tuy nhiên, vào cuối những năm 1970, cách sử dụng gần đúng tiêu chuẩn của thuật ngữ "Đông Nam Á" và các vùng lãnh thổ mà nó bao gồm đã xuất hiện. Mặc dù từ góc độ văn hóa hoặc ngôn ngữ, các định nghĩa về "Đông Nam Á" có thể khác nhau, nhưng các định nghĩa phổ biến nhất hiện nay bao gồm khu vực được đại diện bởi các quốc gia (các quốc gia có chủ quyền và các vùng lãnh thổ phụ thuộc) được liệt kê dưới đây. Tập hợp các quốc gia này dựa trên các khu vực lân cận nói chung trước đây bị kiểm soát hoặc thống trị bởi các cường quốc thuộc địa phương Tây như Anh, Pháp, Hà Lan, Tây Ban Nha và Hoa Kỳ.
Mười trong số mười một quốc gia của Đông Nam Á là thành viên của Hiệp hội các quốc gia Đông Nam Á (ASEAN), trong khi Đông Timor là một quốc gia quan sát viên của tổ chức này. Papua New Guinea đã tuyên bố rằng họ có thể tham gia ASEAN, và hiện là quan sát viên. Có một số vấn đề tranh chấp chủ quyền tồn tại đối với một số đảo ở Biển Đông.

### Phân chia chính trị

#### Quốc gia có chủ quyền
| Nước        | Diện tích (km²) | Dân số(năm 2020) | Mật độ dân số (/km²) | GDP (trên danh nghĩa), USD (năm 2020) | GDP bình quân đầu người (PPP), Int$ (năm 2020) | Chỉ số phát triển con người (năm 2018) | Thủ đô               |
| ----------- | --------------- | ---------------- | -------------------- | ------------------------------------- | ---------------------------------------------- | -------------------------------------- | -------------------- |
| Brunei      | 5.765           | 439.524          | 74                   | 10.600.000.000                        | $85.011                                        | 0,845                                  | Bandar Seri Begawan  |
| Campuchia   | 181.035         | 16.718.965       | 90                   | 26.300.000.000                        | $5.044                                         | 0,581                                  | Phnôm Pênh           |
| Đông Timor  | 14.874          | 1.318.445        | 85                   | 2.938.000.000                         | $5.321                                         | 0,626                                  | Dili                 |
| Indonesia   | 1.904.569       | 273.523.615      | 141                  | 1.088.800.000.000                     | $14.841                                        | 0,707                                  | Jakarta              |
| Lào         | 236.800         | 7.275.560        | 30                   | 18.700.000.000                        | $8.684                                         | 0,604                                  | Viêng Chăn           |
| Malaysia    | 329.847         | 32.365.999       | 96                   | 336.300.000.000                       | $34.567                                        | 0,804                                  | Kuala Lumpur *       |
| Myanmar     | 676.578         | 54.409.800       | 79                   | 70.900.000.000                        | $7.220                                         | 0,578                                  | Naypyidaw            |
| Philippines | 300.000         | 109.581.078      | 356                  | 367.400.000.000                       | $10.094                                        | 0,712                                  | Manila               |
| Singapore   | 719,2           | 5.850.342        | 8.005                | 337.400.000.000                       | $105.689                                       | 0,935                                  | Thành bang Singapore |
| Thái Lan    | 513.120         | 69.799.978       | 135                  | 509.200.000.000                       | $21.361                                        | 0,765                                  | Băng Cốc             |
| Việt Nam    | 331.210         | 97.338.579       | 288                  | 340.600.000.000                       | $8.677                                         | 0,693                                  | Hà Nội               |

* Trung tâm hành chính ở Putrajaya.

#### Phân khu hành chính
| Lãnh thổ                    | Diện tích (km²) | Dân số  | Mật độ dân số (/km²) | GDP (trên danh nghĩa), USD (năm 2020) | GDP bình quân đầu người (PPP), Int$ (năm 2020) | Chỉ số phát triển loài người (năm 2014) | Thủ đô      |
| --------------------------- | --------------- | ------- | -------------------- | ------------------------------------- | ---------------------------------------------- | --------------------------------------- | ----------- |
| Quần đảo Andaman và Nicobar | 8.251           | 380.600 | 46                   |                                       |                                                | 0,778                                   | Port Blair* |

#### Lãnh thổ phụ thuộc
| Lãnh thổ                 | Diện tích (km²) | Dân số | Mật độ dân số (/km²) | Thủ đô                      |
| ------------------------ | --------------- | ------ | -------------------- | --------------------------- |
| Đảo Giáng Sinh           | 135             | 1.402  | 10,4                 | Flying Fish Cove            |
| Quần đảo Cocos (Keeling) | 14              | 596    | 42,6                 | West Island (Pulau Panjang) |

### Phân chia địa lý
Đông Nam Á về mặt địa lý được chia thành hai tiểu vùng, đó là Đông Nam Á lục địa (hoặc bán đảo Đông Dương) và Đông Nam Á hải đảo (hoặc quần đảo Mã Lai được định nghĩa tương tự) (tiếng Java: Nusantara).
Bán đảo Ấn - Trung bao gồm
- Campuchia
- Lào
- Myanmar
- Malaysia bán đảo
- Thái Lan
- Việt Nam

Quần đảo Mã Lai bao gồm
- Indonesia
- Philippines
- Đông Malaysia (Sarawak và Sabah)
- Brunei
- Singapore
- Đông Timor

Mặc dù Bán đảo Malaysia nằm về mặt địa lý ở Đông Nam Á lục địa, nhưng nó cũng có nhiều mối quan hệ tương đồng về văn hóa và sinh thái với các đảo xung quanh, do đó nó đóng vai trò là cầu nối của hai tiểu vùng. Về mặt địa lý, quần đảo Andaman và Nicobar của Ấn Độ cũng được coi là một phần của Đông Nam Á hải đảo. Đông Bangladesh và Đông Bắc Ấn Độ có quan hệ văn hóa chặt chẽ với Đông Nam Á lục địa và đôi khi được coi là khu vực xuyên quốc gia giữa Nam Á và Đông Nam Á. Tương tự, Đảo Christmas và Quần đảo Cocos (Keeling) có mối quan hệ văn hóa chặt chẽ với Hàng hải Đông Nam Á và đôi khi được coi là khu vực xuyên miền giữa Đông Nam Á và Australia/Châu Đại Dương. Trong một số trường hợp, Sri Lanka được coi là một phần của Đông Nam Á vì mối quan hệ văn hóa và tôn giáo với Đông Nam Á lục địa. Nửa phía đông của đảo New Guinea, không phải là một phần của Indonesia, cụ thể là Papua New Guinea, đôi khi được bao gồm như một phần của Đông Nam Á hải đảo, và Guam, Quần đảo Bắc Mariana và Palau cũng vậy. tất cả các phần của Đông Ấn Tây Ban Nha có mối quan hệ mạnh mẽ về văn hóa và ngôn ngữ với khu vực, đặc biệt là Philippines.
Đông Timor và nửa phía đông của Indonesia (phía đông của Dòng Wallace ở khu vực Wallacea) được coi là có liên kết địa lý với Châu Đại Dương do các đặc điểm hệ động vật đặc biệt của chúng. Về mặt địa chất, đảo New Guinea và các đảo xung quanh được coi là một phần của lục địa Úc, được kết nối qua Thềm Sahul. Cả Đảo Christmas và Quần đảo Cocos (Keeling) đều nằm trên mảng Ôxtrâylia, phía nam Rãnh Java. Mặc dù chúng nằm gần Biển Đông Nam Á về mặt địa lý hơn so với lục địa Úc, nhưng hai lãnh thổ bên ngoài của Úc này không liên kết địa chất với châu Á vì không có lãnh thổ nào thực sự nằm trên Mảng Sunda. Phân chia địa lý của Liên Hợp Quốc đã phân loại cả hai lãnh thổ đảo là một phần của Châu Đại Dương, thuộc tiểu vùng Australia và New Zealand (Australasia).
Ngoài ra, về nghĩa rộng, nhìn từ góc độ địa lý tự nhiên, Hải Nam, Quảng Tây, Quảng Đông, Hồng Kông, Ma Cao, Đài Loan, Phúc Kiến và phía nam Vân Nam cùng thuộc vùng đất Hoa Nam đều được coi là khu vực Đông Nam Á, những địa phương này đều thuộc về khí hậu á nhiệt đới; tuy nhiên, về phương diện lịch sử và văn hoá, ngôn ngữ mà nhóm dân tộc thiểu số ở Quảng Tây và Vân Nam sử dụng với ngôn ngữ mà các nước bán đảo Ấn - Trung sử dụng đều là cùng một ngữ hệ (ngữ hệ Kra-Dai, ngữ hệ Nam Á hoặc ngữ hệ H'Mông-Miền). Thổ dân Đài Loan cùng thuộc ngữ hệ Nam Đảo với các nước Đông Nam Á khác như Philippines, Indonesia, v.v, về phương diện nhân chủng thuộc nhân chủng Mã Lai, Đài Loan cũng là nơi bắt nguồn ngữ hệ Nam Đảo Đông Nam Á. Mặc dù nhóm dân tộc chủ yếu ở Đài Loan là người Hán, nhưng mà bởi vì số lượng nhiều thổ dân bị Hán hoá và kết thông gia với nó, vì thế thành phần máu khá tương cận với người Đông Nam Á; về phương diện tôn giáo, người Thái ở tỉnh Vân Nam và không ít nước ở bán đảo Ấn - Trung đều tin thờ Phật giáo Thượng toạ bộ; về phương diện địa lí thì nằm ở vị trí trung tâm quần đảo hình vòng cung Đông Á - chỗ tiếp xúc lẫn nhau giữa Đông Bắc Á và Đông Nam Á. Vì vậy, có lúc sẽ được coi là một bộ phận của Đông Nam Á. Quần đảo Andaman và Nicobar cũng theo đúng như đó, bang Manipur trong số Bảy bang Chị em có lúc cũng như thế. Song, Papua New Guinea có vị trí địa lý thuộc về châu Đại Dương cũng được coi là một trong những nước Đông Nam Á bởi vì văn hoá và phong tục đều tương tự với Indonesia. Trái lại, Việt Nam một trong những nước Đông Nam Á, vì nguyên do lịch sử và văn hoá đều bị văn hoá Trung Hoa ảnh hưởng, có lúc cũng sẽ đem nó liệt vào khu vực Đông Á.

## Lịch sử

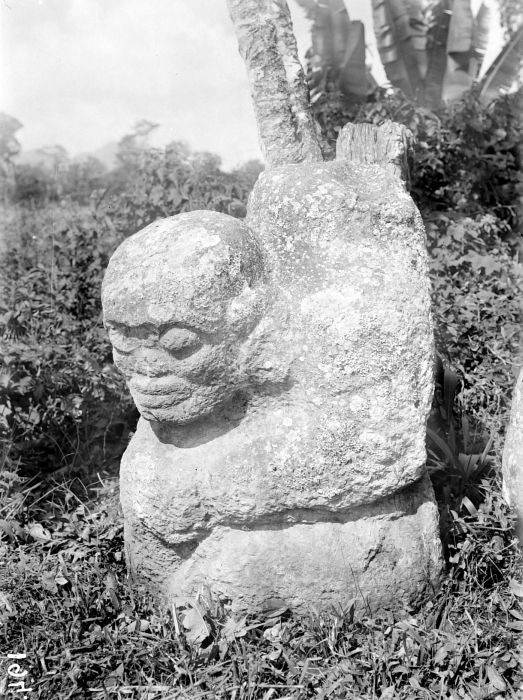
Tượng cự thạch được tìm thấy ở Tegurwangi, Sumatra, Indonesia 1500 sau CN

### Tiền sử
Khu vực này đã là nơi sinh sống của Homo erectus từ khoảng 1.500.000 năm trước trong kỷ Pleistocen giữa. Các nhóm Homo sapien khác biệt, tổ tiên của các quần thể Đông-Á-Âu (liên quan đến Đông Á), và các quần thể người Nam-Âu-Á (liên quan đến Papuan), đã đến khu vực này trong khoảng từ 50.000 TCN đến 70.000 TCN, với một số tranh cãi rằng họ đã đến Đông Nam Á trước đó nữa. Nghệ thuật đá có niên đại từ 40.000 năm trước (hiện là lâu đời nhất thế giới) đã được phát hiện trong các hang động của Borneo. Homo floresiensis cũng sống trong khu vực này cho đến ít nhất 50.000 năm trước, sau đó bị tuyệt chủng. Trong phần lớn thời gian này, các hòn đảo ngày nay ở phía tây Indonesia được nhập vào một vùng đất duy nhất được gọi là Sundaland do mực nước biển thấp hơn.
Di tích cổ đại của những người săn bắn hái lượm ở Biển Đông Nam Á, chẳng hạn như một người săn bắn hái lượm Holocen từ Nam Sulawesi, có tổ tiên từ cả hai, dòng dõi Nam-Á-Âu (đại diện là người Papuans và thổ dân Úc), và dòng dõi Đông-Âu (đại diện là Người Đông Á). Cá thể săn bắn hái lượm có khoảng ~ 50% tổ tiên "gốc Đông Á", và được định vị giữa người Đông Á hiện đại và người Papua của Châu Đại Dương. Các tác giả kết luận rằng tổ tiên liên quan đến Đông Á đã mở rộng từ Đông Nam Á lục địa sang Đông Nam Á Đông Nam Á hải đảo sớm hơn nhiều so với đề xuất trước đây, sớm nhất là 25.000 TCN, rất lâu trước khi các nhóm người thuộc ngữ hệ Nam Á và ngữ hệ Nam Đảo phát triển.
Tổ tiên riêng biệt của người Basal-Đông Á (Đông-Á-Âu) gần đây được tìm thấy có nguồn gốc ở Đông Nam Á lục địa vào khoảng thời gian ~ 50.000 năm TCN, và được mở rộng qua nhiều làn sóng di cư lần lượt về phía nam và phía bắc. Luồng gen của tổ tiên Đông-Âu-Á vào Đông Nam Á hải đảo và Châu Đại Dương có thể ước tính khoảng 25.000 năm TCN (cũng có thể sớm hơn). Các quần thể Nam-Á-Âu ở Biển Đông Nam Á thời tiền đồ đá mới phần lớn bị thay thế bởi sự mở rộng của các quần thể Đông-Á-Âu khác nhau, bắt đầu từ khoảng 50.000 năm trước TCN đến 25.000 năm trước đây từ Đông Nam Á lục địa. Những người còn lại, được gọi là Negrito, tạo thành các nhóm thiểu số nhỏ ở các vùng cách biệt về địa lý.

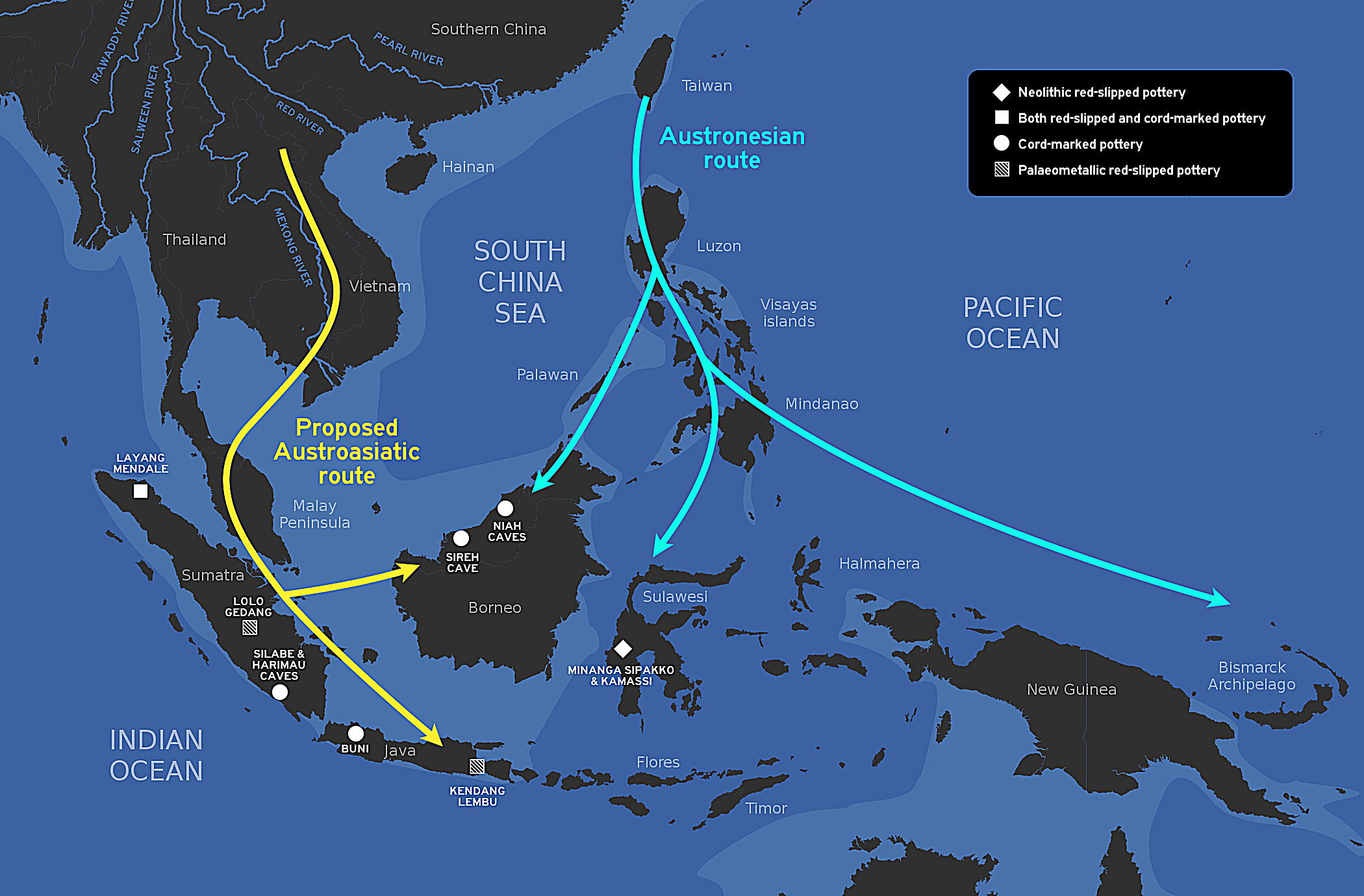
Sự mở rộng của dân cư thuộc ngữ hệ Nam Á và Nam Đảo vào Đông Nam Á hải đảo.

Vào cuối thời kỳ đồ đá mới, các dân tộc Nam Đảo, chiếm phần lớn dân số hiện đại ở Brunei, Indonesia, Đông Timor, Malaysia và Philippines, đã di cư đến Đông Nam Á từ Đài Loan trong cuộc di cư đường biển đầu tiên của con người được gọi là Sự bành trướng của người Nam Đảo. Họ đến miền bắc Philippines từ năm 7.000 TCN đến năm 2.200 TCN và nhanh chóng lan rộng ra các quần đảo Bắc Mariana và Borneo vào năm 1500 TCN; Đảo Melanesia vào năm 1300 TCN; và phần còn lại của Indonesia, Malaysia, miền nam Việt Nam và Palau vào năm 1000 TCN. Họ thường định cư dọc theo các khu vực ven biển, thay thế và đồng hóa các dân tộc đa dạng đã có ở đó từ trước.
Các dân tộc Nam Đảo ở Đông Nam Á đã là những người đi biển trong hàng ngàn năm. Họ mở rộng về phía đông đến Micronesia và Polynesia, cũng như về phía tây đến Madagascar, trở thành tổ tiên của người Malagasy ngày nay, người Micronesia, người Melanesia và người Polynesia. Việc đi qua Ấn Độ Dương đã hỗ trợ quá trình thuộc địa của Madagascar, cũng như giao thương giữa Tây Á, bờ biển phía đông của Ấn Độ và bờ biển phía nam của Trung Quốc. Người ta cho rằng vàng từ Sumatra đã đến tận La Mã về phía tây. Pliny the Elder đã viết trong cuốn Lịch sử tự nhiên của mình về Chryse và Argyre, hai hòn đảo huyền thoại giàu vàng và bạc, nằm ở Ấn Độ Dương. Những con tàu của họ, chẳng hạn như vinta, có thể đi khắp đại dương. Chuyến đi của Magellan ghi lại mức độ cơ động của các tàu của họ so với các tàu của châu Âu. Người ta tin rằng một nô lệ từ biển Sulu đã được sử dụng trong chuyến hành trình của Magellan với tư cách là người phiên dịch.
Các nghiên cứu do Tổ chức bộ gen người (HUGO) trình bày thông qua nghiên cứu di truyền của các dân tộc khác nhau ở châu Á cho thấy thực nghiệm rằng có một sự kiện di cư duy nhất từ châu Phi, theo đó những người đầu tiên đi dọc theo bờ biển phía nam của châu Á, đầu tiên vào bán đảo Mã Lai 50.000– 90.000 năm trước. Người Orang Asli, đặc biệt là người Semang thể hiện các đặc điểm của người da đen, là hậu duệ trực tiếp của những người định cư sớm nhất ở Đông Nam Á này. Những người đầu tiên này đa dạng hóa và di chuyển chậm về phía bắc đến Trung Quốc, và dân số Đông Nam Á cho thấy sự đa dạng di truyền hơn so với dân số trẻ của Trung Quốc.
Solheim và những người khác đã đưa ra bằng chứng về mạng lưới giao thương hàng hải Nusantao trải dài từ Việt Nam đến phần còn lại của quần đảo sớm nhất từ năm 5000 TCN đến năm 1 sau CN. Thời đại đồ đồng Văn hóa Đông Sơn phát triển mạnh ở miền Bắc Việt Nam từ khoảng 1000 năm TCN đến năm 1 TCN. Ảnh hưởng của nó lan rộng ra các khu vực khác ở Đông Nam Á. Khu vực này bước vào thời kỳ đồ sắt vào năm 500 TCN, khi đồ sắt được rèn, ngay ở miền Bắc Việt Nam vẫn còn dưới thời đồ đồng Đông Sơn cũng đã biết rèn sắt, nhờ giao thương thường xuyên với nước láng giềng Trung Quốc.

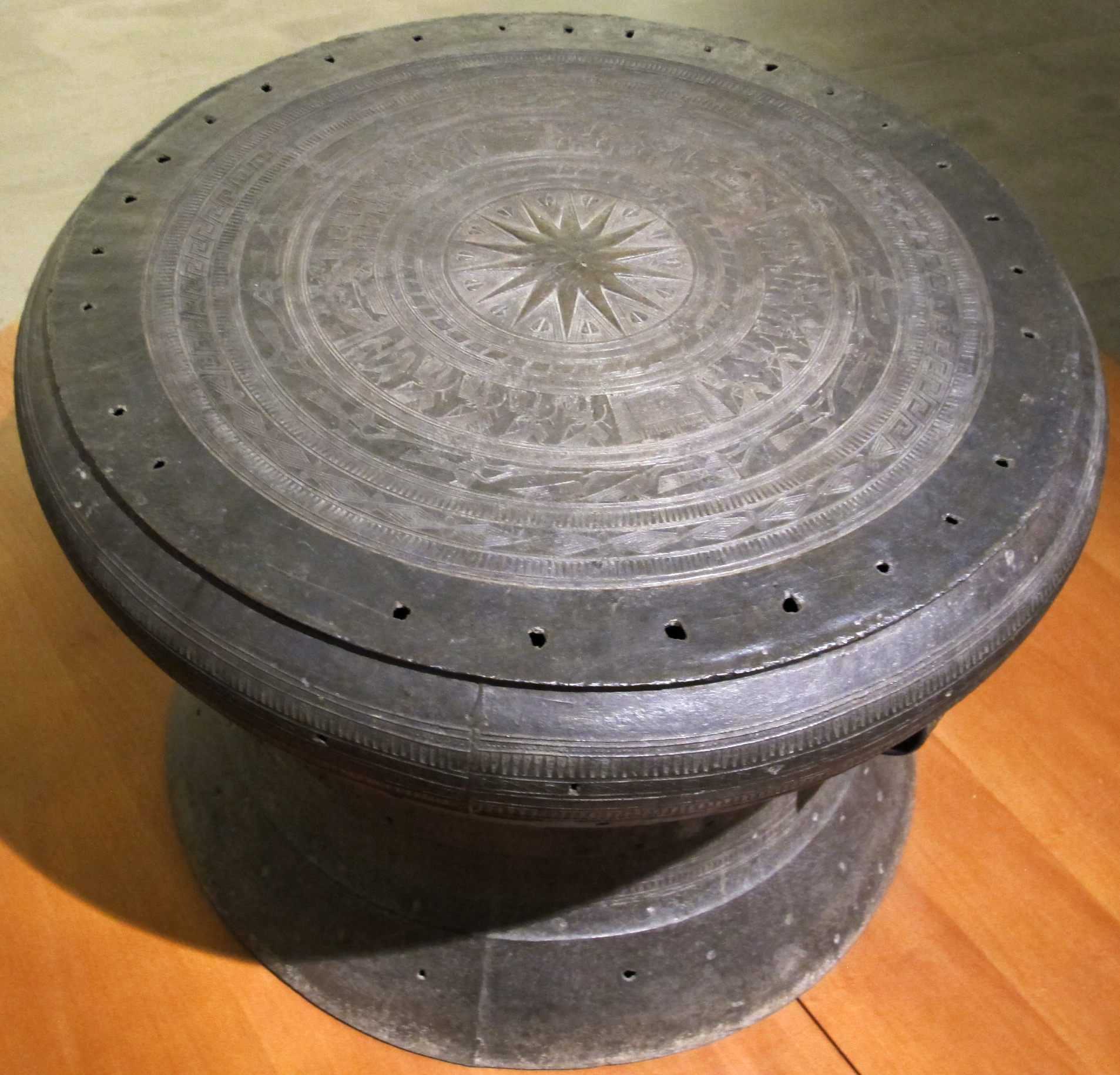
Trống đồng ở Sông Đà, miền Bắc Việt Nam, giữa thiên niên kỷ 1 TCN

Hầu hết người Đông Nam Á ban đầu theo thuyết vật linh, tham gia vào việc thờ cúng tổ tiên, thiên nhiên và thần linh. Những hệ thống tín ngưỡng này sau đó đã được Ấn Độ giáo và Phật giáo thay thế sau khi khu vực này, đặc biệt là các vùng ven biển, tiếp xúc với tiểu lục địa Ấn Độ trong thế kỷ thứ nhất. Những người Bà La Môn và thương nhân Ấn Độ đã mang Ấn Độ giáo đến khu vực và liên hệ với các triều đình địa phương. Các nhà cai trị địa phương đã chuyển sang Ấn Độ giáo hoặc Phật giáo và áp dụng các truyền thống tôn giáo của Ấn Độ để củng cố tính hợp pháp của họ, nâng cao vị thế nghi lễ hơn các đối tác chính của họ và tạo điều kiện thuận lợi cho thương mại với các quốc gia Nam Á. Họ định kỳ mời những người Bà La Môn Ấn Độ vào cõi của họ và bắt đầu quá trình Ấn Độ hóa dần dần trong khu vực. Shaivism là truyền thống tôn giáo thống trị của nhiều vương quốc Hindu ở miền nam Ấn Độ trong thế kỷ thứ nhất. Sau đó, tôn giáo này mở rộng vào Đông Nam Á qua Vịnh Bengal, Đông Dương, rồi đến quần đảo Mã Lai, dẫn đến hàng nghìn ngôi đền Shiva trên các đảo của Indonesia cũng như Campuchia và Việt Nam, cùng phát triển với Phật giáo trong khu vực. Phật giáo Nguyên thủy du nhập vào khu vực này vào thế kỷ thứ 3, thông qua các tuyến đường thương mại hàng hải giữa khu vực này với Sri Lanka. Phật giáo sau đó đã hiện diện mạnh mẽ ở vùng Phù Nam vào thế kỷ thứ 5. Ở Đông Nam Á lục địa ngày nay, Theravada vẫn là nhánh thống trị của Phật giáo, được các Phật tử Thái Lan, Miến Điện và Campuchia thực hành. Phân nhánh này được kết hợp với nền văn hóa Khmer chịu ảnh hưởng của Ấn Độ giáo. Phật giáo Đại thừa bắt đầu hiện diện ở Biển Đông Nam Á, do các nhà sư Trung Quốc mang đến trong quá trình di chuyển trong khu vực trên đường đến Nalanda. Phân nhánh này vẫn là nhánh thống trị của Phật giáo được các Phật tử Indonesia và Malaysia thực hành.
Sự truyền bá của hai tôn giáo Ấn Độ này đã hạn chế những tín đồ của tín ngưỡng bản địa Đông Nam Á chuyển vào các vùng sâu trong nội địa. Quần đảo Maluku và New Guinea chưa bao giờ bị Ấn Độ hóa và người dân bản địa của nó chủ yếu là những người theo thuyết vật linh cho đến thế kỷ 15 khi Hồi giáo bắt đầu lan rộng ở những khu vực này. Trong khi ở Việt Nam, Phật giáo chưa bao giờ phát triển được mạng lưới thể chế mạnh do ảnh hưởng mạnh mẽ của Trung Quốc. Ở Đông Nam Á ngày nay, Việt Nam là quốc gia duy nhất mà tôn giáo dân gian chiếm đa số. Gần đây, tôn giáo dân gian Việt Nam đang hồi sinh với sự hỗ trợ của chính phủ nước này. Ở những nơi khác, có những nhóm dân tộc ở Đông Nam Á chống lại sự cải đạo và vẫn giữ niềm tin vật linh ban đầu của họ, chẳng hạn như người Dayak ở Kalimantan, người Igorot ở Luzon và người Shan ở miền đông Myanmar.

### Thời đại các vương quốc Ấn Độ giáo và Phật giáo

Sự truyền bá của Ấn Độ giáo từ Nam Á đến Đông Nam Á

Sau khi khu vực này tiếp xúc với tiểu lục địa Ấn Độ vào khoảng năm 400 TCN, nó bắt đầu quá trình Ấn Độ hóa dần dần, nơi các ý tưởng của Ấn Độ như tôn giáo, văn hóa, kiến trúc và hành chính chính trị được các thương nhân và các nhân vật tôn giáo đưa tới và được các vua chúa địa phương áp dụng. Đổi lại, những người Bà La Môn và tu sĩ Ấn Độ được các nhà cai trị địa phương mời đến sống trong vương quốc của họ và giúp chuyển đổi các chính thể địa phương trở nên Ấn Độ hóa hơn, pha trộn giữa truyền thống Ấn Độ và bản địa. Tiếng Phạn và tiếng Pali đã trở thành ngôn ngữ bác học của khu vực, khiến Đông Nam Á trở thành một phần của nền văn minh Ấn Độ. Hầu hết khu vực này đã bị Ấn Độ hóa trong những thế kỷ đầu tiên, trong khi Philippines sau đó đã Ấn Độ hóa vào khoảng thế kỷ thứ 9 khi Vương quốc Tondo được thành lập ở Luzon. Việt Nam, đặc biệt là phần phía bắc, chưa bao giờ được Ấn Độ hóa hoàn toàn do trải qua nhiều thời kỳ bị Trung Quốc đô hộ.
Các chính thể chịu ảnh hưởng của Ấn Độ đầu tiên được thành lập trong khu vực là các thành bang Pyu đã tồn tại vào khoảng thế kỷ thứ 2 TCN, nằm trong nội địa Myanmar. Nó từng là một trung tâm thương mại trên bộ giữa Ấn Độ và Trung Quốc. Phật giáo Nguyên thủy là tôn giáo chủ yếu của các thành phố này, trong khi sự hiện diện của các tôn giáo Ấn Độ khác như Phật giáo Đại thừa và Ấn Độ giáo cũng rất phổ biến. Vào thế kỷ 1, quốc gia Phù Nam tập trung ở đồng bằng sông Cửu Long được thành lập, bao gồm Campuchia ngày nay, miền nam Việt Nam, Lào và miền đông Thái Lan. Quốc gia này đã trở thành cường quốc thương mại thống trị ở Đông Nam Á lục địa trong khoảng 5 thế kỷ, cung cấp đường đi cho hàng hóa Ấn Độ và Trung Quốc và nắm quyền đối với dòng chảy thương mại qua Đông Nam Á. Ở vùng biển Đông Nam Á, vương quốc Ấn Độ hóa đầu tiên được ghi nhận là Salakanagara, được thành lập ở phía tây Java vào khoảng thế kỷ thứ 2 CN. Vương quốc Hindu này được người Hy Lạp gọi là Argyre (Vùng đất của bạc).

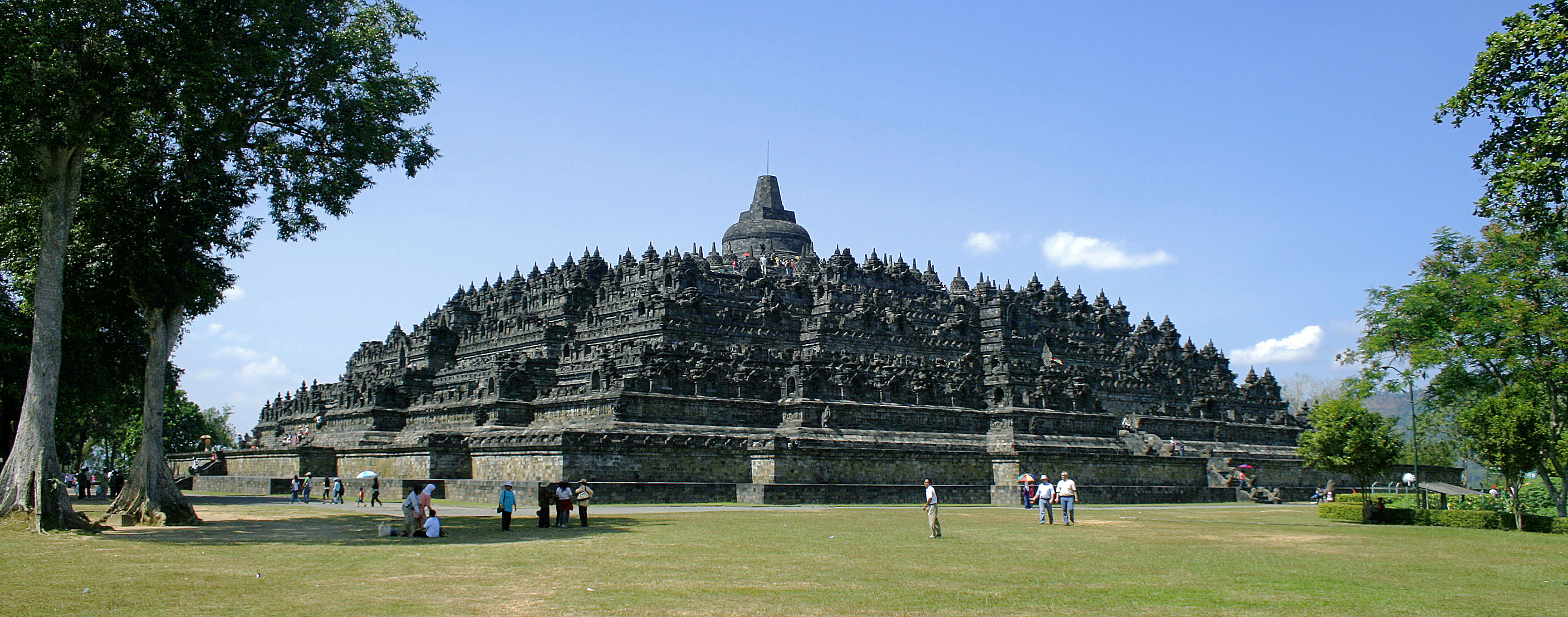
Đền Borobudur ở Trung Java, Indonesia

Đến thế kỷ thứ 5 sau CN, mạng lưới giao thương giữa Đông và Tây tập trung vào tuyến đường hàng hải. Các thương nhân nước ngoài bắt đầu sử dụng các tuyến đường mới như Malacca và eo biển Sunda do sự phát triển của Đông Nam Á hải đảo. Sự thay đổi này dẫn đến sự suy tàn của Phù Nam, trong khi các cường quốc hàng hải mới như Srivijaya, Tarumanagara và Medang nổi lên. Srivijaya đặc biệt trở thành cường quốc hàng hải thống trị trong hơn 5 thế kỷ, kiểm soát cả eo biển Malacca và eo biển Sunda. Sự thống trị này bắt đầu suy giảm khi Srivijaya bị Đế chế Chola, một cường quốc hàng hải thống trị tiểu lục địa Ấn Độ, xâm lược. Cuộc xâm lược này đã định hình lại quyền lực và thương mại trong khu vực, dẫn đến sự trỗi dậy của các cường quốc khu vực mới như Đế chế Khmer và Kahuripan. Các mối liên hệ thương mại liên tục với Đế quốc Trung Quốc đã cho phép Cholas ảnh hưởng đến các nền văn hóa địa phương. Nhiều ví dụ còn sót lại về ảnh hưởng văn hóa Ấn Độ giáo được tìm thấy ngày nay trên khắp Đông Nam Á là kết quả của các cuộc thám hiểm của người Chola. 

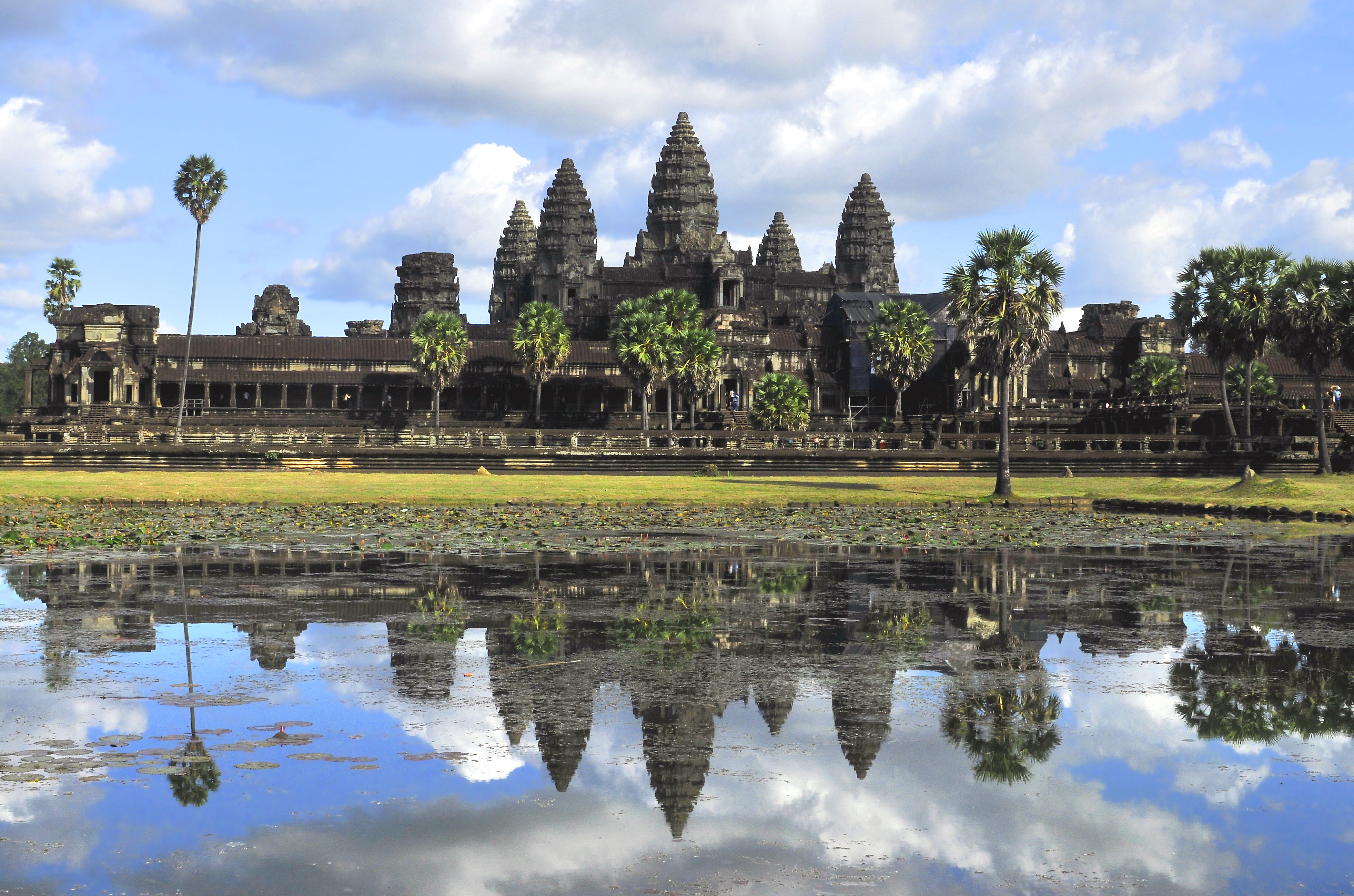
Angkor Wat ở Siem Reap, Campuchia

Khi ảnh hưởng của Srivijaya trong khu vực suy giảm, Đế chế Khmer của người Hindu đã trải qua một thời kỳ hoàng kim trong khoảng thế kỷ 11 đến thế kỷ 13. Thủ đô của đế chế Angkor có các di tích hùng vĩ - chẳng hạn như Angkor Wat và Bayon. Hình ảnh vệ tinh đã tiết lộ rằng Angkor, trong thời kỳ đỉnh cao, là trung tâm đô thị tiền công nghiệp lớn nhất trên thế giới. Nền văn minh Champa nằm ở miền trung Việt Nam ngày nay, từng là một Vương quốc Ấn Độ giáo cao độ. Người Việt đã phát động một cuộc chinh phạt lớn chống lại người Chăm trong cuộc xâm lược Champa năm 1471 của người Việt, lục soát và đốt phá Champa, tàn sát hàng ngàn người Chăm, và cưỡng bức họ đồng hóa vào văn hóa Việt Nam.
Trong suốt thế kỷ 13, khu vực này đã trải qua các cuộc xâm lược của người Mông Cổ, với các khu vực bị ảnh hưởng như bờ biển Việt Nam, nội địa Miến Điện và Java. Vào các năm 1258, 1285 và 1287, quân Mông Cổ cố gắng xâm lược Đại Việt và Champa. Các cuộc xâm lược này đều không thành công, nhưng cả Đại Việt và Champa đều đồng ý trở thành các quốc gia triều cống nhà Nguyên để tránh xung đột thêm. Người Mông Cổ cũng xâm chiếm Vương quốc Pagan ở Miến Điện từ năm 1277 đến năm 1287, dẫn đến sự chia cắt của Vương quốc này và sự trỗi dậy của các quốc gia Shan nhỏ hơn do các thủ lĩnh địa phương phục tùng nhà Nguyên trên danh nghĩa. Tuy nhiên, vào năm 1297, một thế lực địa phương mới xuất hiện. Vương quốc Myinsaing trở thành vương triều cai trị thực sự của miền Trung Miến Điện và thách thức sự thống trị của người Mông Cổ. Điều này dẫn đến cuộc xâm lược Miến Điện lần thứ hai của người Mông Cổ vào năm 1300, và bị Myinsaing đánh lui. Quân Mông Cổ sau đó rút khỏi Miến Điện vào năm 1303. Năm 1292, quân Mông Cổ cử sứ giả đến Vương quốc Singhasari ở Java để yêu cầu thần phục Mông Cổ. Singhasari từ chối đề nghị này và làm bị thương các sứ giả, khiến người Mông Cổ phẫn nộ và họ gửi một hạm đội xâm lược lớn đến đánh Java. Họ không hề hay biết, Singhasari sụp đổ vào năm sau đó - 1293 - do cuộc nổi dậy của Kadiri, một trong những chư hầu của vương quốc này. Khi quân Mông Cổ đến Java, một hoàng tử địa phương tên là Raden Wijaya đã đề nghị được đi theo để hỗ trợ quân Mông Cổ trừng phạt Kadiri. Sau khi Kadiri bị đánh bại, Wijaya đã phản bội lại các đồng minh Mông Cổ của mình, phục kích hạm đội xâm lược của họ và buộc quân Mông Cổ phải rời khỏi Java ngay lập tức.
Sau sự ra đi của người Mông Cổ, Wijaya thành lập Đế chế Majapahit ở phía đông Java vào năm 1293. Majapahit nhanh chóng phát triển thành một cường quốc trong khu vực. Người trị vì vĩ đại nhất của đế chế Majapahit là Hayam Wuruk, vị vua đã trị vì từ năm 1350 đến năm 1389 đánh dấu đỉnh cao của đế chế khi các vương quốc khác ở nam bán đảo Malay, Borneo, Sumatra và Bali đều chịu ảnh hưởng của vương quốc này. Nhiều nguồn khác nhau như Nagarakertagama cũng đề cập rằng ảnh hưởng của Majapahit trải dài trên các vùng của Sulawesi, Maluku, và một số khu vực phía tây New Guinea và nam Philippines, khiến đế chế này trở thành một trong những đế chế lớn nhất từng tồn tại trong lịch sử Đông Nam Á. : 107 Tuy nhiên, đến thế kỷ 15, ảnh hưởng của Majapahit bắt đầu suy yếu do trải qua nhiều cuộc chiến liên tiếp và sự trỗi dậy của các quốc gia Hồi giáo mới như Samudera Pasai và Malacca Sultanate xung quanh eo biển chiến lược Malacca. Sau đó Đế chế Majapahit sụp đổ vào khoảng năm 1500. Đây là vương quốc Ấn Độ giáo lớn cuối cùng và là cường quốc khu vực cuối cùng trong khu vực trước khi người châu Âu đến.

### Truyền bá đạo Hồi

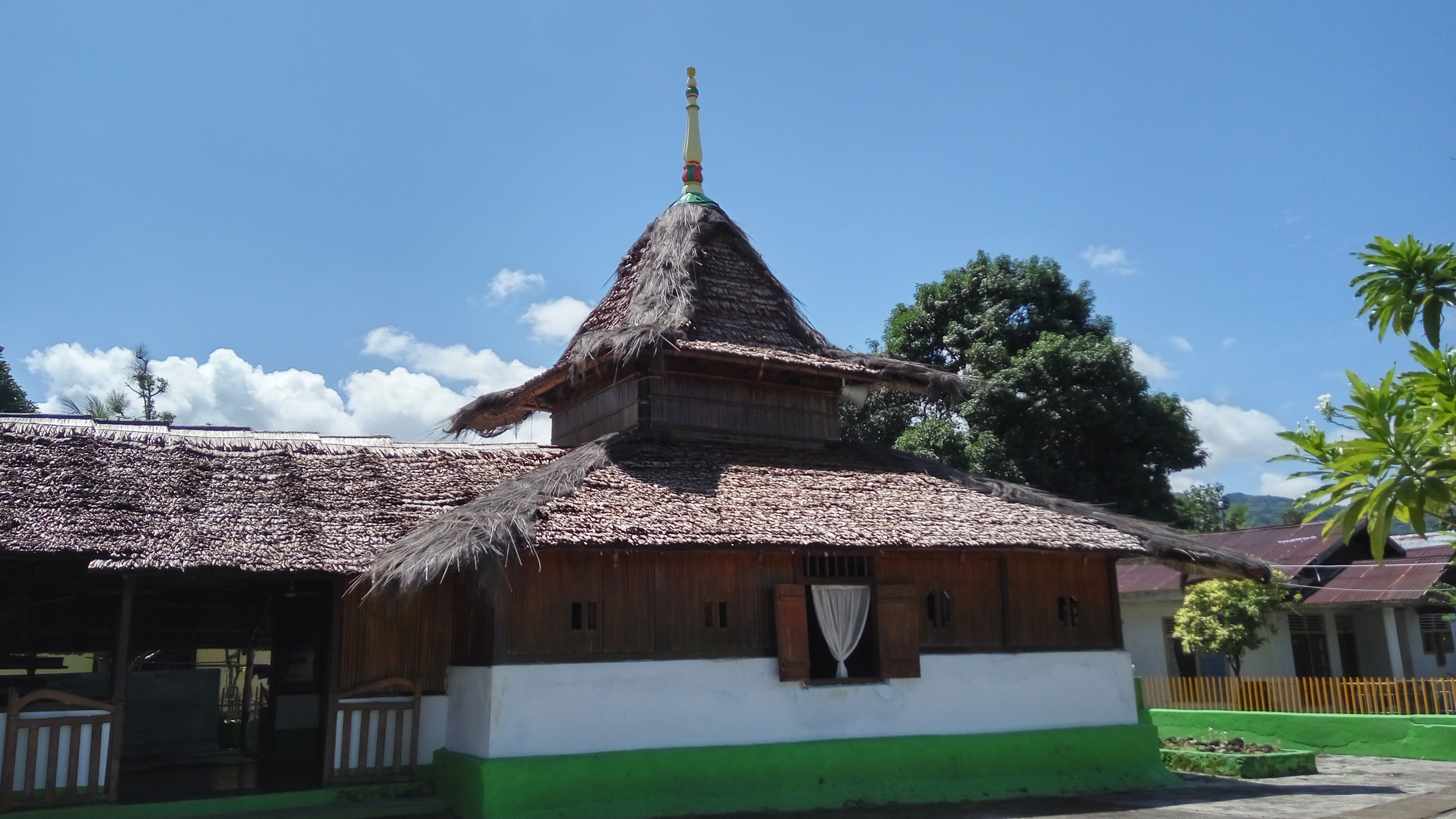
Nhà thờ Hồi giáo cổ Wapauwe là nhà thờ Hồi giáo lâu đời nhất còn sót lại ở Indonesia và lâu đời thứ hai ở Đông Nam Á, được xây dựng vào năm 1414

Hồi giáo bắt đầu tiếp xúc với Đông Nam Á vào thế kỷ thứ 8 sau CN, khi người Umayyad thiết lập giao thương với khu vực này thông qua các tuyến đường biển. Tuy nhiên, sự mở rộng của Hồi giáo vào khu vực này chỉ xảy ra nhiều thế kỷ sau đó. Vào thế kỷ 11, một thời kỳ hỗn loạn đã xảy ra trong lịch sử Đông Nam Á hải đảo. Hải quân Chola của Ấn Độ vượt đại dương và tấn công vương quốc Srivijaya của Sangrama Vijayatungavarman ở Kadaram (Kedah); thủ đô của vương quốc hàng hải hùng mạnh đã bị cướp phá và nhà vua bị bắt. Cùng với Kadaram, Pannai ở Sumatra và Malaiyur ngày nay và bán đảo Malayan cũng bị tấn công. Ngay sau đó, vua của Kedah Phra Ong Mahawangsa trở thành người cai trị đầu tiên từ bỏ tín ngưỡng Hindu truyền thống và chuyển sang đạo Hồi với Vương quốc Hồi giáo Kedah được thành lập vào năm 1136. Samudera Pasai cải sang đạo Hồi vào năm 1267, Vua của Malacca Parameswara kết hôn với công chúa của Pasai, và con trai trở thành quốc vương đầu tiên của Malacca. Chẳng bao lâu, Malacca trở thành trung tâm nghiên cứu Hồi giáo và thương mại hàng hải, và các nhà cai trị khác cũng làm theo. Nhà lãnh đạo tôn giáo Indonesia và học giả Hồi giáo Hamka (1908–1981) đã viết vào năm 1961: "Sự phát triển của Hồi giáo ở Indonesia và Malaya có liên quan mật thiết đến một người Hồi giáo Trung Quốc, Đô đốc Trịnh Hòa."
Có một số giả thuyết về quá trình Hồi giáo hóa ở Đông Nam Á. Một lý thuyết khác là thương mại. Việc mở rộng giao thương giữa các nước Tây Á, Ấn Độ và Đông Nam Á đã giúp cho việc truyền bá tôn giáo khi các thương nhân Hồi giáo từ Nam Yemen (Hadramout) mang đạo Hồi đến khu vực với khối lượng thương mại lớn của họ. Nhiều người định cư ở Indonesia, Singapore và Malaysia. Điều này thể hiện rõ ràng ở các nhóm người Ả Rập-Indonesia, Ả Rập-Singapore và Ả Rập-Malay, những người đã từng rất nổi bật ở mỗi quốc gia của họ. Cuối cùng, các giai cấp thống trị đã chấp nhận Hồi giáo và điều đó càng giúp cho sự xâm nhập của tôn giáo này trong toàn khu vực. Người cai trị cảng quan trọng nhất của khu vực, Vương quốc Hồi giáo Malacca, đã chấp nhận Hồi giáo vào thế kỷ 15, báo trước một thời kỳ chuyển sang Hồi giáo nhanh chóng trên khắp khu vực khi Hồi giáo cung cấp một lực lượng tích cực cho các tầng lớp thống trị và thương mại. Người Hồi giáo Gujarati đóng một vai trò quan trọng trong việc thành lập Hồi giáo ở Đông Nam Á.

### Thương mại và thuộc địa hóa
Giao thương giữa các nước Đông Nam Á có truyền thống lâu đời. Hậu quả của chế độ thực dân, cuộc đấu tranh giành độc lập và trong một số trường hợp là chiến tranh đã ảnh hưởng đến thái độ và chính sách kinh tế của mỗi quốc gia.

#### Trung Quốc
Từ năm 111 TCN đến năm 938, miền Bắc Việt Nam nằm dưới sự cai trị của Trung Quốc. Bắc Việt Nam được một loạt các triều đại Trung Quốc chiếm giữ và cai trị bao gồm nhà Hán, Đông Hán, Đông Ngô, Tào Ngụy, Tấn, Lưu Tống, Nam Tề, Lương, Tùy, Đường và Nam Hán.
Ghi chép từ chuyến đi của Magellan cho thấy Brunei sở hữu nhiều pháo hơn các tàu châu Âu, vì vậy người Trung Quốc chắc chắn đã buôn bán với họ.
Truyền thuyết của Malaysia kể rằng một hoàng đế nhà Minh của Trung Quốc đã cử một công chúa Hang Li Po đến Malacca cùng với 500 tùy tùng để kết hôn với Sultan Mansur Shah sau khi hoàng đế nhà Minh ấn tượng trước sự thông thái của vị vua này. Giếng của Han Li Po (xây dựng năm 1459) hiện là một điểm thu hút khách du lịch ở Malaysia, cũng như Bukit Cina, nơi tùy tùng của bà định cư.
Giá trị chiến lược của eo biển Malacca, do Vương quốc Hồi giáo Malacca kiểm soát vào thế kỷ 15 và đầu thế kỷ 16, đã được nhà văn Bồ Đào Nha Duarte Barbosa, người vào năm 1500, nói đến: "Ai là chúa tể của Malacca là người nắm yết hầu của Venice”.

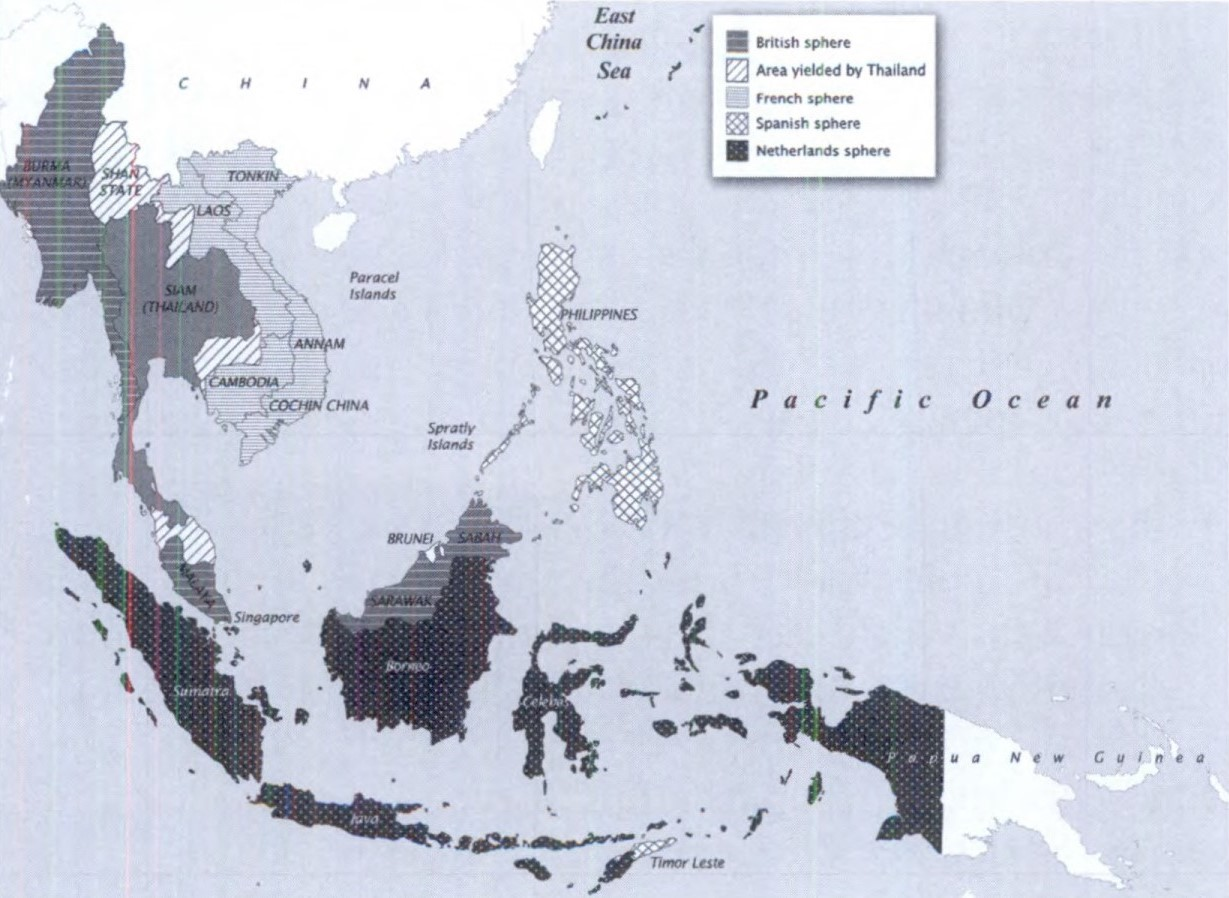
Ranh giới thuộc địa ở Đông Nam Á

#### Châu Âu

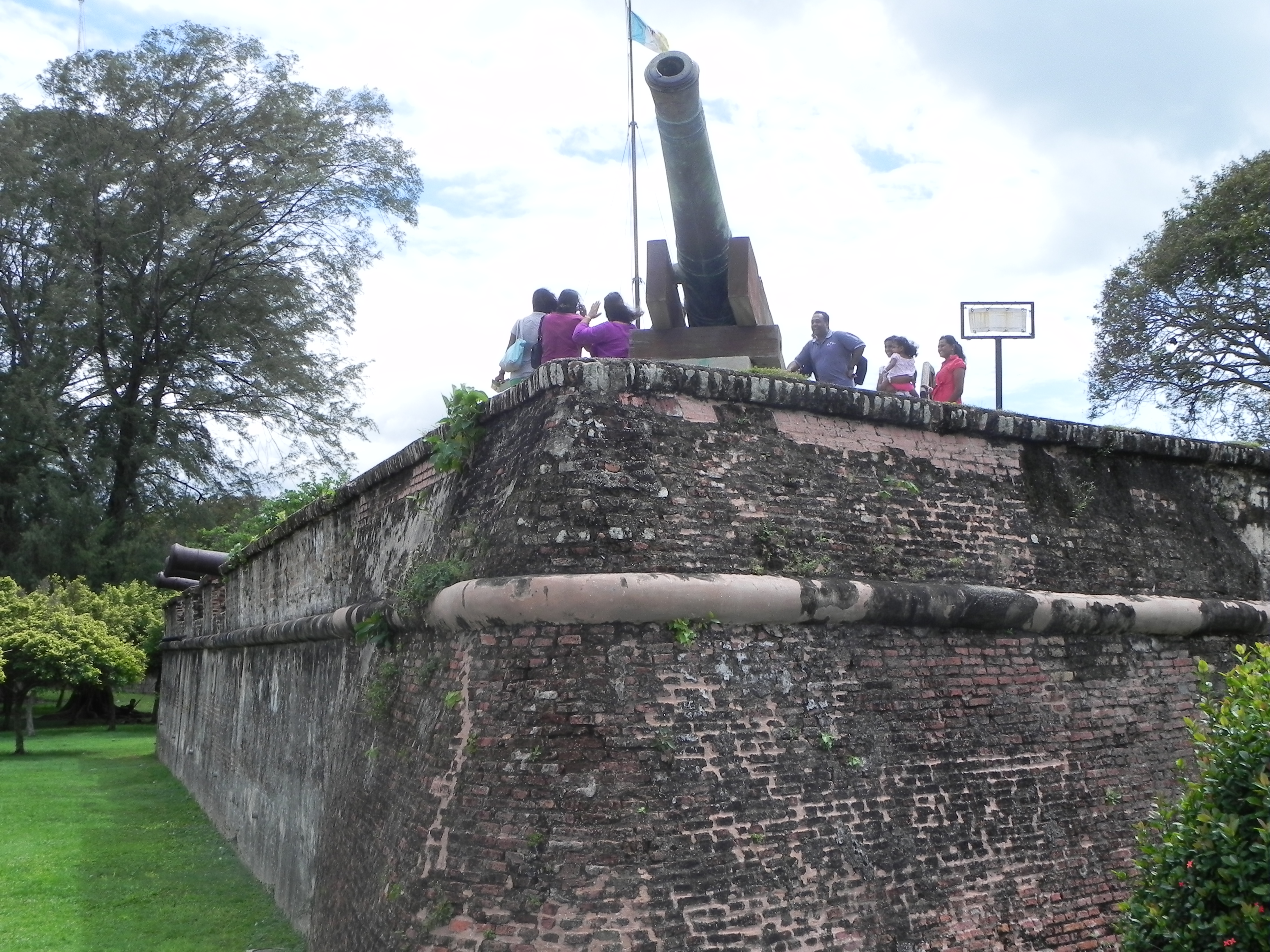
Pháo đài Cornwallis ở George Town đánh dấu nơi Công ty Đông Ấn của Anh lần đầu tiên đổ bộ vào Penang vào năm 1786, báo trước sự xâm chiếm Malaya của người Anh.

Ảnh hưởng của phương Tây bắt đầu xâm nhập vào khu vực này vào thế kỷ 16, với sự xuất hiện của người Bồ Đào Nha ở Malacca, Maluku và Philippines, những địa điểm mà sau này người Tây Ban Nha đến định cư những năm sau đó. Trong suốt thế kỷ 17 và 18, người Hà Lan thành lập Đông Ấn thuộc Hà Lan; người Pháp thành lập Đông Dương thuộc Pháp; và người Anh thành lập Khu định cư Eo biển. Đến thế kỷ 19, tất cả các nước Đông Nam Á đều là thuộc địa ngoại trừ Thái Lan.

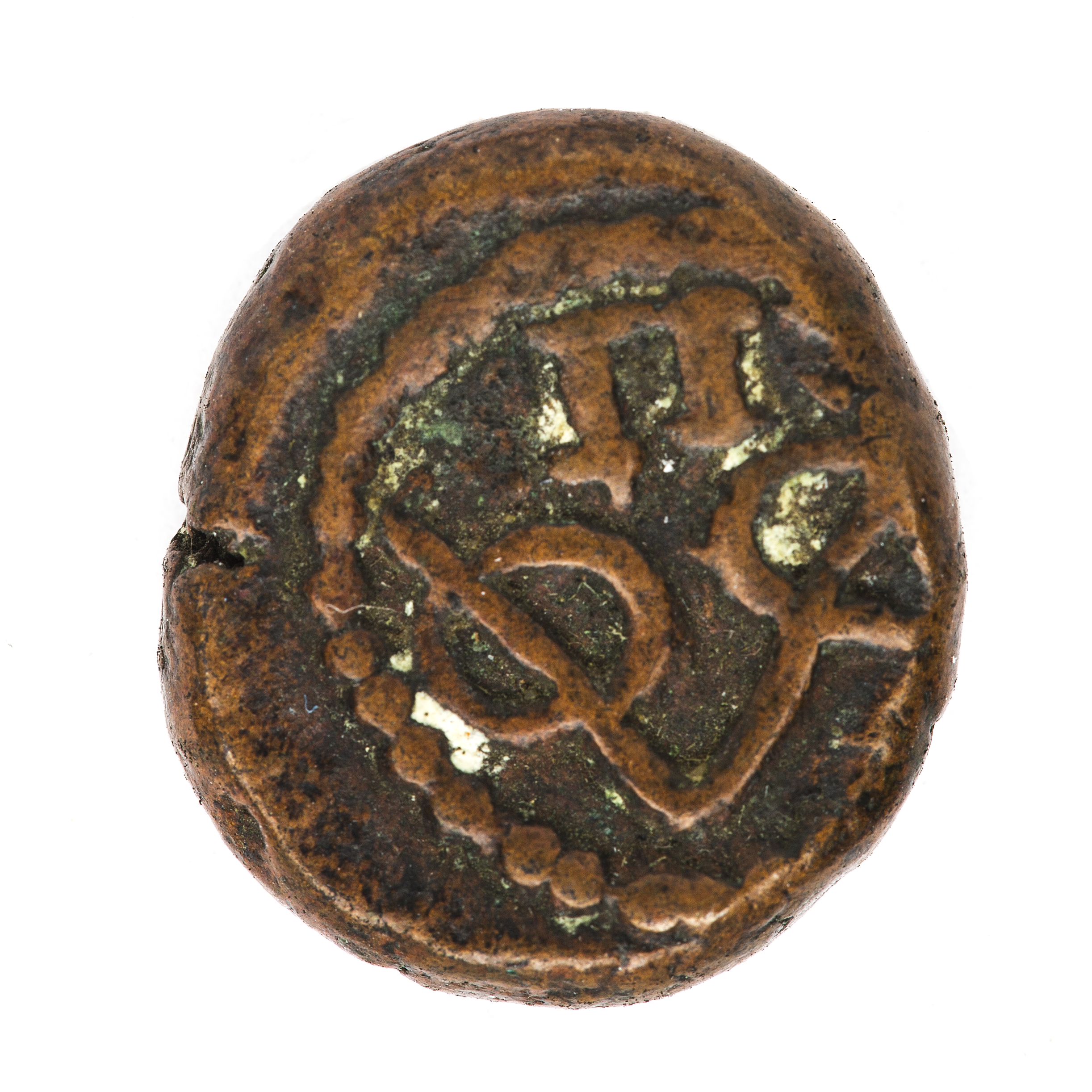
Duit, một đồng xu được VOC đúc, 1646–1667. 2 kas, 2 duit

Các nhà thám hiểm châu Âu đã đến Đông Nam Á từ phía tây và từ phía đông. Hoạt động thương mại thường xuyên giữa các con tàu đi về phía đông từ Ấn Độ Dương và nam từ lục địa Á đã cung cấp hàng hóa để đổi lại các sản phẩm tự nhiên, chẳng hạn như mật ong và mỏ chim hồng hoàng từ các đảo của quần đảo. Trước thế kỷ 18 và 19, người châu Âu chủ yếu quan tâm đến việc mở rộng liên kết thương mại. Đối với phần lớn dân số ở mỗi quốc gia, tương đối ít tương tác với người châu Âu và các mối quan hệ và thói quen xã hội truyền thống vẫn tiếp tục duy trì. Đối với hầu hết mọi người, cuộc sống với nông nghiệp tự cung tự cấp, đánh bắt cá và trong các nền văn minh kém phát triển hơn, săn bắn và hái lượm vẫn còn nhiều khó khăn.
Người châu Âu mang theo Thiên chúa giáo đến và cho phép việc truyền giáo Thiên chúa giáo được phổ biến rộng rãi. Thái Lan cũng cho phép các nhà khoa học phương Tây vào nước này để phát triển hệ thống giáo dục riêng cũng như bắt đầu cử các thành viên Hoàng gia và học giả Thái Lan sang học đại học từ châu Âu và Nga.

#### Nhật Bản
Trong Chiến tranh thế giới thứ hai, Đế quốc Nhật Bản đã xâm chiếm hầu hết các thuộc địa cũ của thực dân phương Tây. Chế độ chiếm đóng Chiêu Hòa đã thực hiện các hành động bạo lực chống lại dân thường như vụ thảm sát Manila và thực hiện hệ thống lao động cưỡng bức, chẳng hạn như hệ thống liên quan đến 4 đến 10 triệu romusha ở Indonesia. Một báo cáo sau đó của Liên Hợp Quốc nói rằng bốn triệu người đã chết ở Indonesia do nạn đói và lao động cưỡng bức trong thời kỳ Nhật Bản chiếm đóng. Các cường quốc Đồng minh đã đánh bại Nhật Bản tại mặt trận Đông Nam Á trong Thế chiến thứ hai sau đó trao trả độc lập cho những người bản địa, và lại đánh nhau với những người bản địa đi theo chủ nghĩa dân tộc.

#### Ấn Độ
Gujarat, Ấn Độ đã có một mối quan hệ thương mại hưng thịnh với Đông Nam Á vào thế kỷ 15 và 16. Mối quan hệ thương mại với Gujarat suy giảm sau khi người Bồ Đào Nha xâm lược Đông Nam Á vào thế kỷ 17.

#### Hoa Kỳ
Hoa Kỳ đã chiếm Philippines từ Tây Ban Nha vào năm 1898. Quyền tự trị nội bộ được trao cho Philippines vào năm 1934, và Philippines được trao quyền độc lập vào năm 1946.

### Lịch sử đương đại
Hầu hết các quốc gia trong khu vực được hưởng quyền tự quyết dân tộc. Các hình thức chính phủ dân chủ và việc công nhận nhân quyền đang bén rễ. ASEAN tạo ra một khuôn khổ cho việc hội nhập thương mại và các phản ứng của khu vực đối với các mối quan tâm quốc tế.
Trung Quốc đã khẳng định các yêu sách đối với Biển Đông, dựa trên đường chín đoạn và đã xây dựng các đảo nhân tạo trong một nỗ lực củng cố các tuyên bố chủ quyền của mình. Trung Quốc cũng đã khẳng định một vùng đặc quyền kinh tế dựa trên quần đảo Trường Sa. Philippines đã thách thức Trung Quốc tại Tòa án Trọng tài Thường trực ở La Hay vào năm 2013, và tại phiên tòa Philippines v. Trung Quốc (2016), Tòa đã ra phán quyết có lợi cho Philippines và bác bỏ các yêu sách của Trung Quốc.

## Địa lý

Bản đồ Đông Nam Á

Indonesia là quốc gia lớn nhất ở Đông Nam Á và cũng là quần đảo lớn nhất thế giới về diện tích (theo CIA World Factbook). Về mặt địa chất, Quần đảo Indonesia là một trong những khu vực có nhiều núi lửa nhất trên thế giới. Sự nâng cao tầng địa chất trong khu vực cũng đã tạo ra một số ngọn núi ấn tượng, đỉnh điểm là Puncak Jaya ở Papua, Indonesia với độ cao 5.030 mét (16.500 foot), trên đảo New Guinea; nó là nơi duy nhất có thể tìm thấy 
Biển Đông là vùng nước chính ở Đông Nam Á. Philippines, Việt Nam, Malaysia, Brunei, Indonesia và Singapore đều có các con sông liền mạch đổ ra Biển Đông.
Núi lửa Mayon, mặc dù còn hoạt động nguy hiểm nhưng vẫn giữ kỷ lục là hình nón hoàn hảo nhất thế giới được xây dựng từ hoạt động trong quá khứ và việc liên tục phun trào.

### Ranh giới
Về mặt địa lý, Đông Nam Á có phía Đông Nam giáp lục địa Úc, ranh giới giữa hai khu vực này chạy qua Wallacea. nằm giữa Papua New Guinea và vùng Tây New Guinea của Indonesia (Papua và Tây Papua). Cả hai nước có chung đảo New Guinea.

### Khí hậu

Bản đồ Đông Nam Á theo phân loại khí hậu Köppen

Khí hậu Đông Nam Á chủ yếu là nhiệt đới nóng ẩm quanh năm với lượng mưa dồi dào. Miền Bắc Việt Nam và các vùng miền núi của Lào và Myanmar là những khu vực duy nhất ở Đông Nam Á có khí hậu cận nhiệt đới, có mùa đông ôn hòa hơn với nhiệt độ cực đại thấp tới 20 °C hay 68 °F. Phần lớn khu vực Đông Nam Á có mùa khô và ẩm do sự thay đổi theo mùa của gió hoặc gió mùa. Vành đai mưa nhiệt đới gây ra lượng mưa bổ sung trong mùa gió mùa. Rừng nhiệt đới lớn thứ hai trên Trái đất (với rừng nhiệt đới Amazon là rừng nhiệt đới lớn nhất). Các trường hợp ngoại lệ đối với khí hậu và thảm thực vật rừng nhiệt đới này là:
1. các khu vực núi ở khu vực phía bắc và các đảo cao hơn, nơi có độ cao dẫn đến nhiệt độ ôn hòa hơn
2. “vùng khô hạn” của miền trung Myanmar trong bóng mưa của dãy núi Arakan, nơi lượng mưa hàng năm có thể thấp tới 600 milimét hay 24 inch, dưới nhiệt độ nóng vượt trội là khô đủ để được coi là bán khô hạn.

Đông Nam Á là một trong những khu vực dễ bị tác động do biến đổi khí hậu nhất trên thế giới. Biến đổi khí hậu sẽ có ảnh hưởng lớn đến nông nghiệp ở Đông Nam Á như hệ thống thủy lợi sẽ bị ảnh hưởng bởi những thay đổi về lượng mưa và dòng chảy, và sau đó là chất lượng và nguồn cung cấp nước. Biến đổi khí hậu cũng có khả năng đe dọa nghiêm trọng đến ngành thủy sản ở Đông Nam Á. Mặc dù là một trong những khu vực dễ bị tổn thương nhất trước tác động của biến đổi khí hậu trên thế giới, các quốc gia Đông Nam Á đang bị tụt hậu về các biện pháp giảm thiểu khí hậu của họ.

### Môi trường

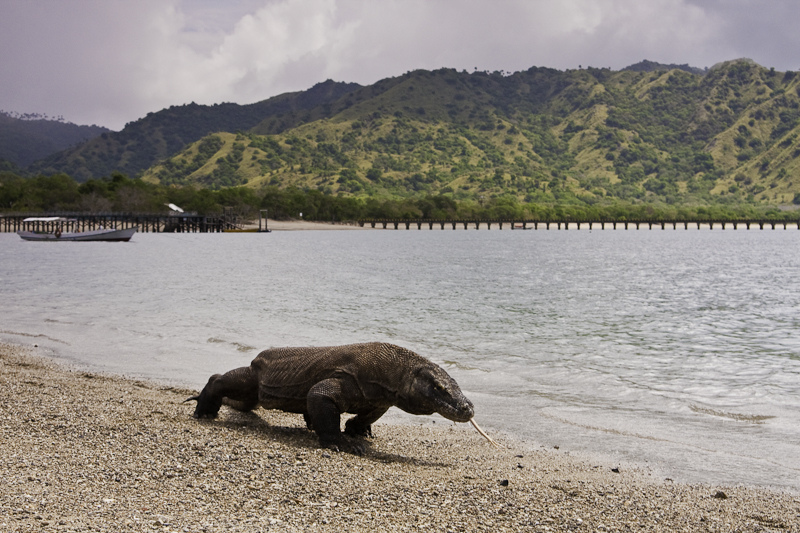
Rồng Komodo ở Vườn quốc gia Komodo, Indonesia

Phần lớn Đông Nam Á nằm trong vùng nhiệt đới ấm, ẩm và khí hậu của vùng này nói chung có thể được đặc trưng là gió mùa. Động vật của Đông Nam Á rất đa dạng; trên các đảo Borneo vtra]], đười ươi, voi châu Á, heo vòi Malayan, tê giác Sumatra và báo mây Bornean cũng có thể được tìm thấy. Sáu loài phụ của binturong hoặc bearcat tồn tại trong khu vực, mặc dù một loài đặc hữu của đảo Palawan hiện được xếp vào loại dễ bị tổn thương.
Hổ thuộc ba phân loài khác nhau được tìm thấy trên đảo Sumatra (hổ Sumatra), ở bán đảo Malaysia (hổ Malayan), và ở Đông Dương (hổ Đông Dương); tất cả đều là những loài có nguy cơ tuyệt chủng.
Rồng Komodo là loài thằn lằn sống lớn nhất và sinh sống trên các đảo Komodo, Rinca, Flores và Gili Motang ở Indonesia.

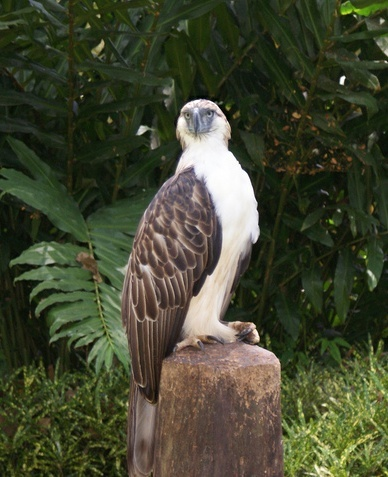
Đại bàng Philippines

Đại bàng Philippines là loài chim quốc gia của Philippines. Nó được các nhà khoa học coi là loài đại bàng lớn nhất trên thế giới, và là loài đặc hữu của các khu rừng ở Philippines.
Loài trâu nước Châu Á hoang dã, và trên các đảo khác nhau liên quan loài lùn của Bubalus như Anoa đã từng phổ biến ở Đông Nam Á; Ngày nay trâu nước châu Á được nuôi phổ biến khắp vùng, nhưng các họ hàng còn lại của nó là loài quý hiếm và có nguy cơ tuyệt chủng.
Hươu chuột, một loài hươu có ngà nhỏ, lớn bằng chó hoặc mèo đồ chơi, hầu hết có thể được tìm thấy ở Sumatra, Borneo (Indonesia) và quần đảo Palawan (Philippines). Bò tót, một loài bò rừng khổng lồ lớn hơn cả trâu rừng, được tìm thấy chủ yếu ở Đông Dương. Có rất ít thông tin khoa học về các loài lưỡng cư Đông Nam Á.
Các loài chim như công xanh và drongo sống ở tiểu vùng này xa về phía đông như Indonesia. Babirusa, một loài lợn bốn ngà, cũng có thể được tìm thấy ở Indonesia. Chim hồng hoàng được đánh giá cao vì cái mỏ của nó và được sử dụng để buôn bán với Trung Quốc. Sừng của tê giác, không phải một phần của hộp sọ, cũng được đánh giá cao ở Trung Quốc.
Quần đảo Indonesia bị Đường Wallace chia cắt. Đường này chạy dọc theo những gì ngày nay được gọi là ranh giới mảng kiến tạo và phân tách các loài châu Á (phương Tây) với các loài châu Úc (phương Đông). Các đảo giữa Java/Borneo và Papua tạo thành một vùng hỗn hợp, nơi cả hai loại đều xuất hiện, được gọi là Wallacea. Khi tốc độ phát triển tăng nhanh và dân số tiếp tục mở rộng ở Đông Nam Á, mối quan tâm đã tăng lên về tác động của hoạt động con người đối với môi trường của khu vực. Tuy nhiên, một phần đáng kể của Đông Nam Á đã không thay đổi nhiều và vẫn là ngôi nhà chung của các loài động vật hoang dã. Các quốc gia trong khu vực, chỉ với một số ngoại lệ, đã nhận thức được sự cần thiết của việc duy trì độ che phủ của rừng không chỉ để ngăn chặn xói mòn đất mà còn để bảo tồn sự đa dạng của động thực vật. Ví dụ, Indonesia đã tạo ra một hệ thống rộng lớn các vườn quốc gia và các khu bảo tồn cho mục đích này. Mặc dù vậy, những loài như tê giác Java phải đối mặt với nguy cơ tuyệt chủng, chỉ còn một số ít loài động vật còn lại ở phía tây Java.

Đường giả định của Wallace chia Quần đảo Indonesia thành 2 vùng động vật, hệ động vật Châu Úc và Đông Nam Á. Vùng nước sâu của eo biển Lombok giữa các đảo Bali và Lombok đã tạo thành một rào cản nước ngay cả khi mực nước biển thấp hơn, đã liên kết các hòn đảo hiện đã bị ngăn cách và vùng đất liền ở hai bên

Vùng nước nông của các rạn san hô Đông Nam Á có mức độ đa dạng sinh học cao nhất đối với các hệ sinh thái biển trên thế giới, tại đây có rất nhiều san hô, cá và động vật thân mềm. Theo Tổ chức Bảo tồn Quốc tế, các cuộc khảo sát biển cho thấy sự đa dạng của sinh vật biển ở Raja Ampat (Indonesia) là cao nhất được ghi nhận trên Trái đất. Sự đa dạng lớn hơn đáng kể so với bất kỳ khu vực nào khác được lấy mẫu trong Tam giác San hô bao gồm Indonesia, Philippines và Papua New Guinea. Tam giác San hô là trung tâm của đa dạng sinh học rạn san hô trên thế giới, Verde Passage được Tổ chức Bảo tồn Quốc tế mệnh danh là "trung tâm của trung tâm đa dạng sinh học các loài hải sản biển". Cá nhám voi, loài cá lớn nhất thế giới và 6 loài rùa biển cũng có thể được tìm thấy ở Biển Đông và các vùng lãnh thổ Thái Bình Dương của Philippines.
Cây cối và các loài thực vật khác của vùng là nhiệt đới; ở một số quốc gia có núi đủ cao, thảm thực vật khí hậu ôn hòa có thể được tìm thấy. Những khu vực rừng nhiệt đới này hiện đang bị khai thác, đặc biệt là ở Borneo.
Trong khi Đông Nam Á có hệ động thực vật phong phú, Đông Nam Á đang phải đối mặt với nạn phá rừng nghiêm trọng gây mất môi trường sống cho các loài có nguy cơ tuyệt chủng khác nhau như đười ươi và hổ Sumatra. Các dự đoán đã được đưa ra rằng hơn 40% các loài động thực vật ở Đông Nam Á có thể bị xóa sổ trong thế kỷ 21. Đồng thời, khói mù đã xảy ra thường xuyên. Hai đợt sương mù tồi tệ nhất trong khu vực là vào năm 1997 và 2006, trong đó nhiều quốc gia bị bao phủ bởi khói mù dày đặc, phần lớn là do các hoạt động "đốt nương làm rẫy " ở Sumatra và Borneo. Để phản ứng lại, một số quốc gia ở Đông Nam Á đã ký Hiệp định ASEAN về Ô nhiễm khói mù Xuyên biên giới để chống ô nhiễm khói mù.
Khói mù Đông Nam Á năm 2013 chứng kiến mức độ API đạt đến mức nguy hiểm ở một số quốc gia. Muar đã trải qua mức API cao nhất là 746 vào khoảng 7 giờ sáng ngày 23 tháng 6 năm 2013.

## Kinh tế

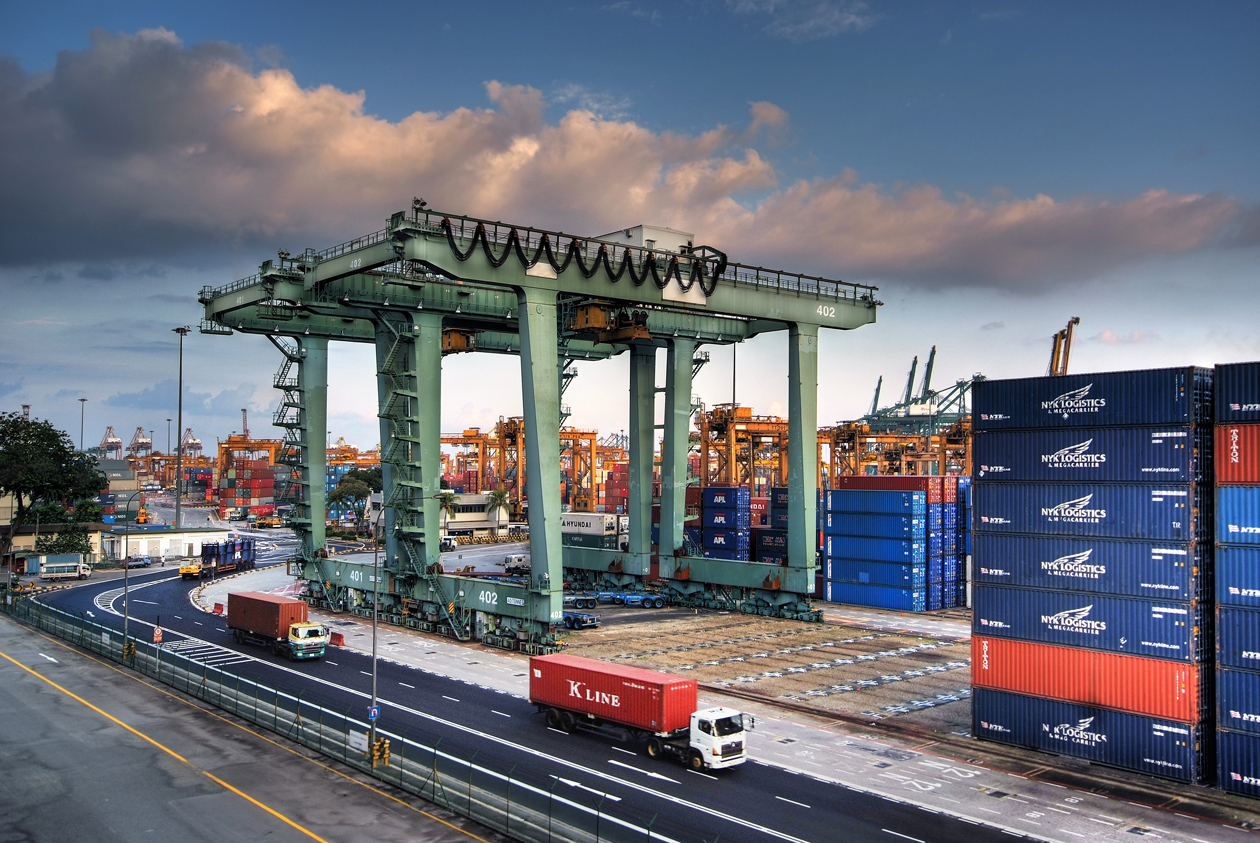
Cảng Singapore là cảng trung chuyển và container nhộn nhịp nhất trên thế giới, là trung tâm vận tải và hàng hải quan trọng ở Đông Nam Á

Ngay cả trước khi có sự xâm nhập của các quốc gia châu Âu, Đông Nam Á là một phần quan trọng của hệ thống thương mại thế giới. Nhiều loại hàng hóa có nguồn gốc trong khu vực, nhưng đặc biệt quan trọng là các loại gia vị như tiêu, gừng, đinh hương và nhục đậu khấu. Việc buôn bán gia vị ban đầu được các thương nhân Ấn Độ và Ả Rập phát triển, nhưng nó cũng đưa người châu Âu đến khu vực này. Đầu tiên, những người Tây Ban Nha (Manila galleon) đi thuyền từ Châu Mỹ và Vương quốc Bồ Đào Nha, sau đó là người Hà Lan, và cuối cùng là người Anh và người Pháp đã tham gia buôn bán ở nhiều nước khác nhau. Sự xâm nhập của các công ty thương mại châu Âu dần dần phát triển thành việc thôn tính các lãnh thổ, khi các thương nhân vận động chính trị để mở rộng quyền kiểm soát nhằm bảo vệ và mở rộng hoạt động kinh doanh của họ. Kết quả là, người Hà Lan chiếm Indonesia, người Anh chiếm Malaya và một phần của Borneo, người Pháp chiếm Đông Dương, và người Tây Ban Nha và Mỹ chiếm Philippines. Một tác động kinh tế của chủ nghĩa đế quốc này là sự thay đổi hàng hóa được sản xuất. Ví dụ, các đồn điền cao su của Malaysia, Java, Việt Nam và Campuchia, khai thác thiếc ở Malaya, các cánh đồng lúa ở Đồng bằng sông Cửu Long ở Việt Nam, và đồng bằng sông Irrawaddy ở Miến Điện, là những phản ứng trước nhu cầu mạnh mẽ của thị trường.
Cộng đồng người Hoa ở nước ngoài đã đóng một vai trò lớn trong sự phát triển của các nền kinh tế trong khu vực. Nguồn gốc ảnh hưởng của Trung Quốc có thể bắt nguồn từ thế kỷ 16, khi những người Hoa di cư từ miền nam Trung Quốc đến định cư ở Việt Nam, Indonesia, Thái Lan và các nước Đông Nam Á khác. Dân số Trung Quốc trong khu vực tăng nhanh sau cuộc Cách mạng giải phóng Trung Quốc của Đảng Cộng sản năm 1949, khiến nhiều người tị nạn phải di cư ra ngoài Trung Quốc.
Nền kinh tế của khu vực này phụ thuộc rất lớn vào nông nghiệp; gạo và cao su từ lâu đã là những mặt hàng xuất khẩu nổi bật. Sản xuất và dịch vụ ngày càng trở nên quan trọng hơn. Là một thị trường mới nổi, Indonesia là nền kinh tế lớn nhất trong khu vực này. Các nước mới công nghiệp hóa bao gồm Indonesia, Malaysia, Thái Lan và Philippines, trong khi Singapore và Brunei là những nền kinh tế phát triển giàu có. Phần còn lại của Đông Nam Á vẫn phụ thuộc nhiều vào nông nghiệp, nhưng Việt Nam đang đạt được những tiến bộ đáng kể trong việc phát triển các lĩnh vực công nghiệp. Khu vực này đặc biệt sản xuất hàng dệt may, hàng điện tử công nghệ cao như bộ vi xử lý và các sản phẩm công nghiệp nặng như ô tô. Trữ lượng dầu ở Đông Nam Á rất dồi dào.
17 công ty viễn thông đã ký hợp đồng xây dựng tuyến cáp quang biển Asia-America Gateway để kết nối Đông Nam Á với Mỹ Điều này nhằm tránh sự gián đoạn do việc cắt cáp biển từ Đài Loan đến Mỹ trong trận động đất Hengchun năm 2006.

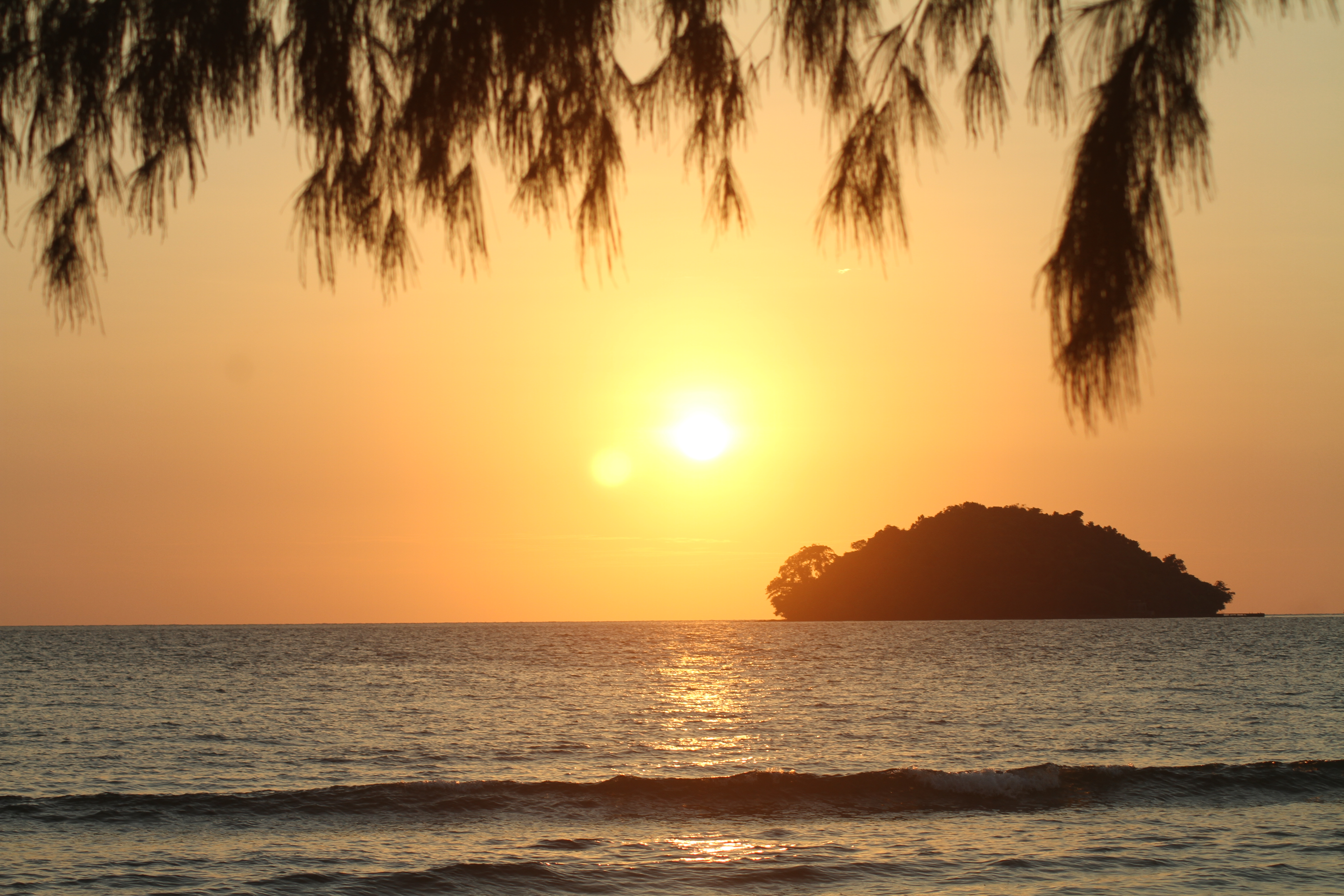
Cùng với những ngôi đền, Campuchia đã và đang thúc đẩy các khu nghỉ dưỡng ven biển. Đảo ngoài khơi Bãi biển Otres, Sihanoukville, Campuchia

Du lịch đã và đang là yếu tố then chốt trong phát triển kinh tế của nhiều nước Đông Nam Á, đặc biệt là Campuchia. Theo UNESCO, "du lịch, nếu được quan niệm một cách chính xác, có thể là một công cụ phát triển to lớn và là một phương tiện hữu hiệu để bảo tồn sự đa dạng văn hóa của hành tinh chúng ta." Kể từ đầu những năm 1990, "ngay cả các quốc gia ngoài ASEAN như Campuchia, Lào, Việt Nam và Miến Điện, vốn là nơi thu nhập từ du lịch thấp, cũng đang cố gắng mở rộng các ngành du lịch của riêng mình." Năm 1995, Singapore là quốc gia dẫn đầu khu vực về doanh thu du lịch so với GDP ở mức trên 8%. Đến năm 1998, số thu đó giảm xuống dưới 6% GDP trong khi Thái Lan và CHDCND Lào tăng số thu lên hơn 7%. Kể từ năm 2000, Campuchia đã vượt qua tất cả các nước ASEAN khác và tạo ra gần 15% GDP từ du lịch vào năm 2006. Hơn nữa, Việt Nam được đánh giá là một cường quốc đang nổi lên ở Đông Nam Á do có nhiều cơ hội đầu tư nước ngoài và ngành du lịch đang bùng nổ, mặc dù mới được dỡ bỏ lệnh cấm vận thương mại vào năm 1995.
Indonesia là thành viên duy nhất của các nền kinh tế lớn G-20 và là nền kinh tế lớn nhất trong khu vực. Tổng sản phẩm quốc nội ước tính của Indonesia cho năm 2020 là 1.088,8 tỷ USD (danh nghĩa) hoặc 3.328,3 tỷ USD (PPP) với GDP bình quân đầu người là 4.038 USD (danh nghĩa) hoặc 12.345 USD (PPP).
Thị trường chứng khoán ở Đông Nam Á đã hoạt động tốt hơn so với các thị trường khác trong khu vực Châu Á - Thái Bình Dương trong năm 2010, với PSE của Philippines dẫn đầu với mức tăng 22%, tiếp theo là SET của Thái Lan với 21% và JKSE của Indonesia với 19%.
Theo ước tính của Quỹ Tiền tệ Quốc tế năm 2020, GDP bình quân đầu người của Đông Nam Á là 4.685 USD, tương đương với Nam Phi, Iraq và Gruzia.

## Nhân khẩu học

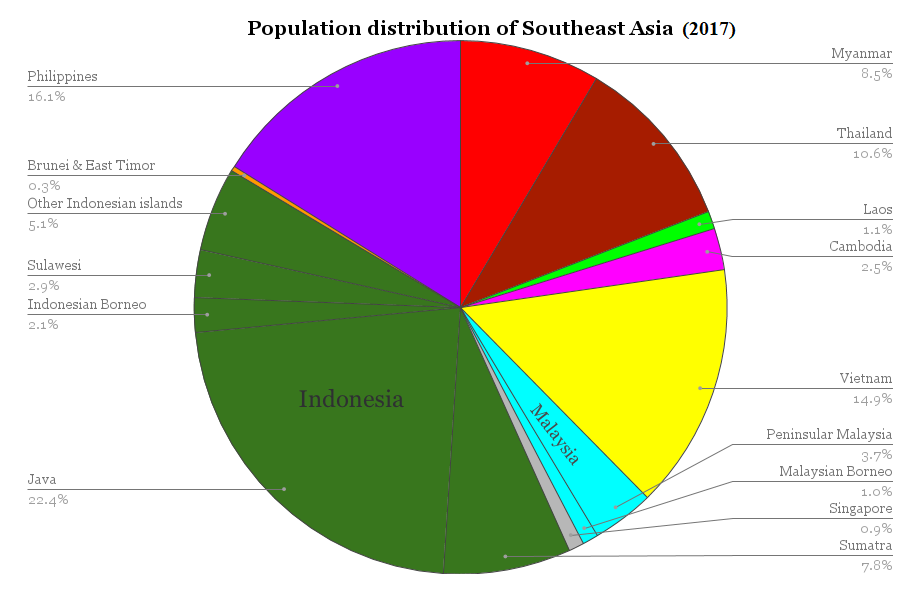
Sự phân bố dân cư của các nước Đông Nam Á (với Inđônêxia chia thành các đảo lớn).

Đông Nam Á có diện tích khoảng 4.500.000 kilômét vuông (1.700.000 dặm vuông Anh). Tính đến 2018, khoảng 655 triệu người sống trong khu vực, hơn một phần năm (143 triệu) sống trên đảo Java của Indonesia, hòn đảo lớn có mật độ dân số cao nhất trên thế giới. Indonesia là quốc gia đông dân nhất với 268 triệu người và cũng là quốc gia đông dân thứ 4 trên thế giới. Sự phân bố của các tôn giáo và dân tộc rất đa dạng ở Đông Nam Á và thay đổi theo từng quốc gia. Khoảng 30 triệu Hoa kiều cũng sống ở Đông Nam Á, nổi bật nhất là ở Đảo Christmas, Indonesia, Malaysia, Philippines, Singapore và Thái Lan, và cả người Hoa ở Việt Nam. Những người gốc Đông Nam Á được gọi là người Đông Nam Á hoặc Aseanite.

### Các nhóm dân tộc

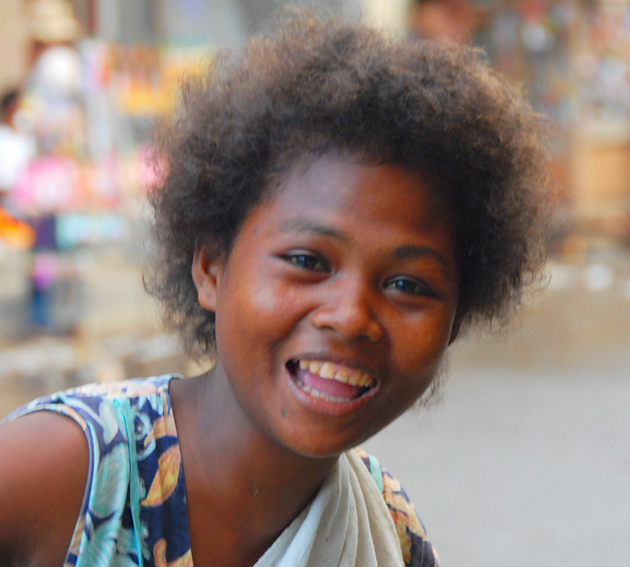
Người phụ nữ Ati ở Aklan – người Negrito là những cư dân sớm nhất ở Đông Nam Á.

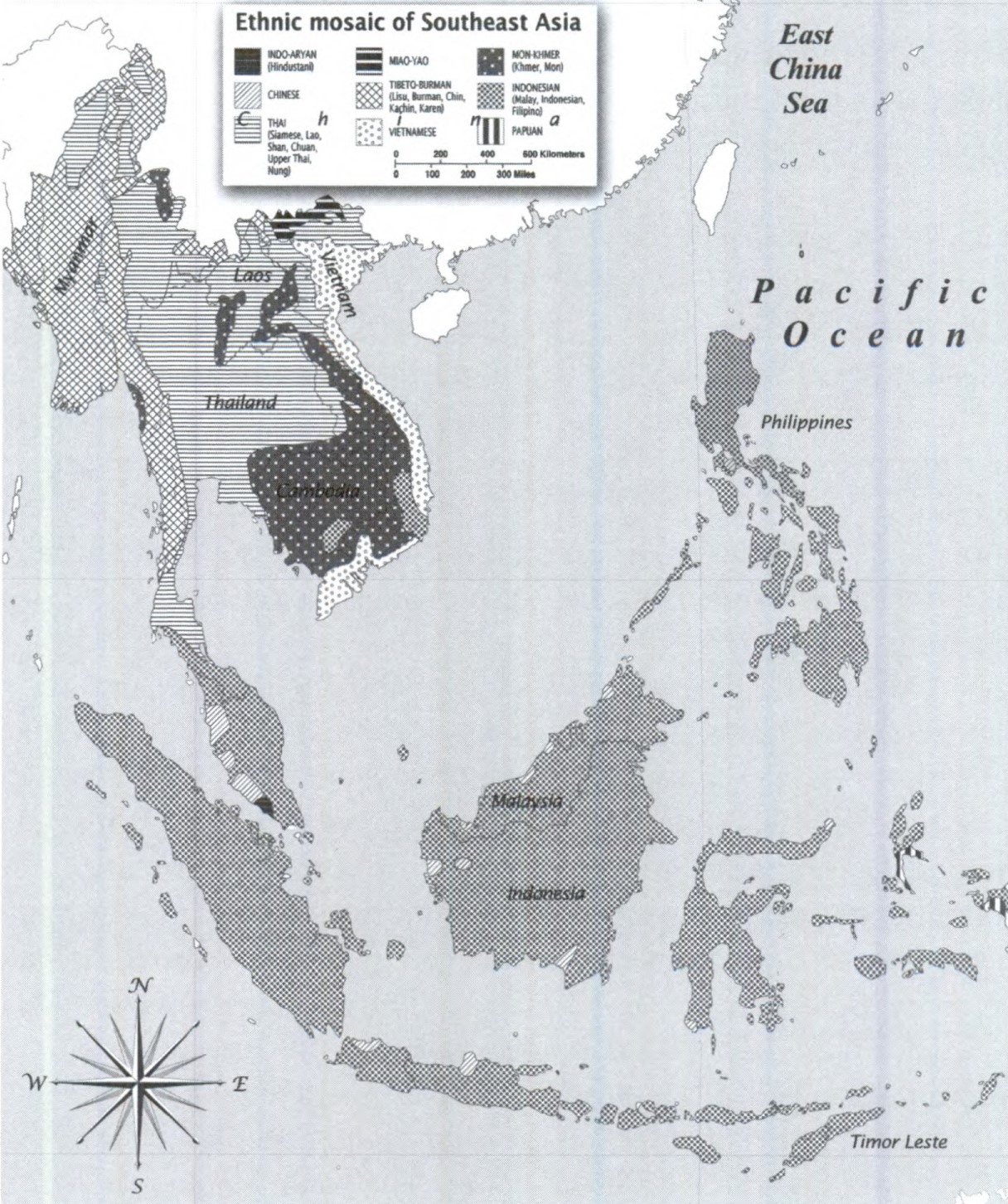
Nhóm dân tộc Đông Nam Á

Người Asli và Negrito được cho là một trong những cư dân sớm nhất trong khu vực này. Họ có quan hệ di truyền với người Papua ở Đông Indonesia, Đông Timor và thổ dân Úc. Vào thời hiện đại, người Java là nhóm dân tộc lớn nhất ở Đông Nam Á, với hơn 100 triệu người, phần lớn tập trung ở Java, Indonesia. Nhóm dân tộc lớn thứ hai ở Đông Nam Á là người Việt (người Kinh) với khoảng 86 triệu dân, chủ yếu sinh sống ở Việt Nam, do đó đã hình thành một nhóm thiểu số đáng kể ở các nước láng giềng Campuchia và Lào. Người Thái cũng là một nhóm dân tộc đáng kể với khoảng 59 triệu dân, chiếm đa số ở Thái Lan. Tại Miến Điện, người Miến Điện chiếm hơn hai phần ba tổng số dân tộc ở đất nước này, với người Rohingya Indo-Aryan chiếm một thiểu số đáng kể ở Bang Rakhine.
Indonesia bị thống trị bởi các nhóm dân tộc Java và Sundan, cùng với hàng trăm dân tộc thiểu số sinh sống trên quần đảo, bao gồm người Madurese, Minangkabau, Bugis, Bali, Dayak, Batak và Malay. Trong khi Malaysia bị chia cắt giữa hơn một nửa người Mã Lai và 1/4 người Hoa, và cả người Ấn Độ thiểu số ở Tây Malaysia, tuy nhiên Dayaks chiếm đa số ở Sarawak và Kadazan-dusun chiếm đa số ở Sabah thuộc Đông Malaysia. Người Mã Lai chiếm đa số ở Tây Malaysia và Brunei, trong khi họ tạo thành một thiểu số đáng kể ở Indonesia, Nam Thái Lan, Đông Malaysia và Singapore. Ở thành phố-nhà nước Singapore, người Hoa chiếm đa số, tuy nhiên thành phố này là nơi hòa trộn đa văn hóa với người Mã Lai, Ấn Độ và Âu Á cũng gọi hòn đảo này là quê hương của họ.
Người Chăm tạo thành một dân tộc thiểu số đáng kể ở miền Trung và miền Nam Việt Nam, cũng như ở miền Trung Campuchia. Trong khi người Khơme chiếm đa số ở Campuchia và tạo thành một thiểu số đáng kể ở miền Nam Việt Nam và Thái Lan, thì người Hmong chiếm thiểu số ở Việt Nam, Trung Quốc và Lào.
Trong phạm vi Philippines, các nhóm người Tagalog, Visayan (chủ yếu là Cebuano, Waray và Hiligaynon), Ilocano, Bicolano, Moro (chủ yếu là Tausug, Maranao và Maguindanao) và Trung Luzon (chủ yếu là Kapampangan và Pangasinan) có dân số đáng kể.

### Tôn giáo

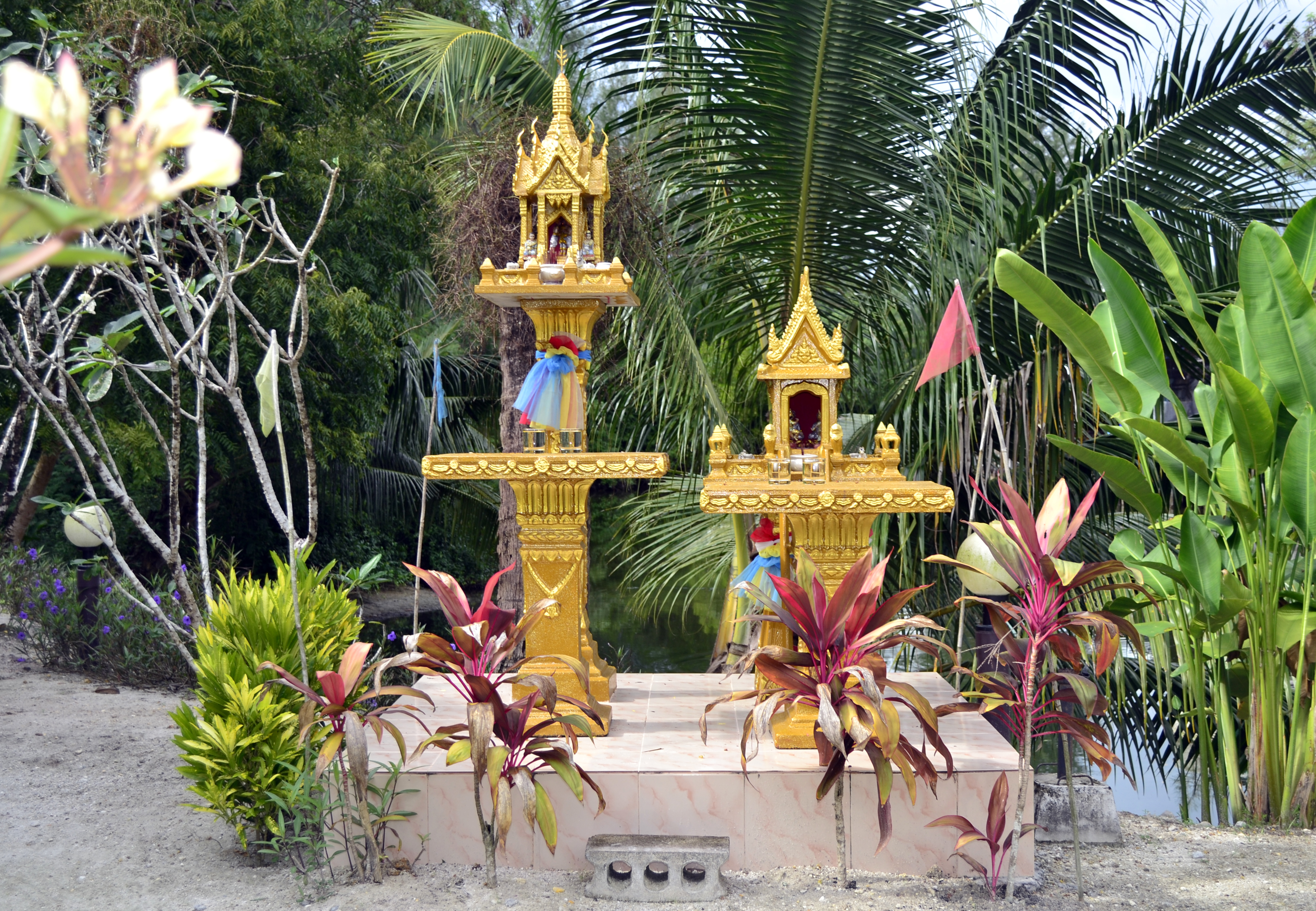
Những ngôi nhà thần phổ biến ở các khu vực Đông Nam Á, nơi mà thuyết vật linh là một tín ngưỡng được chấp nhận.

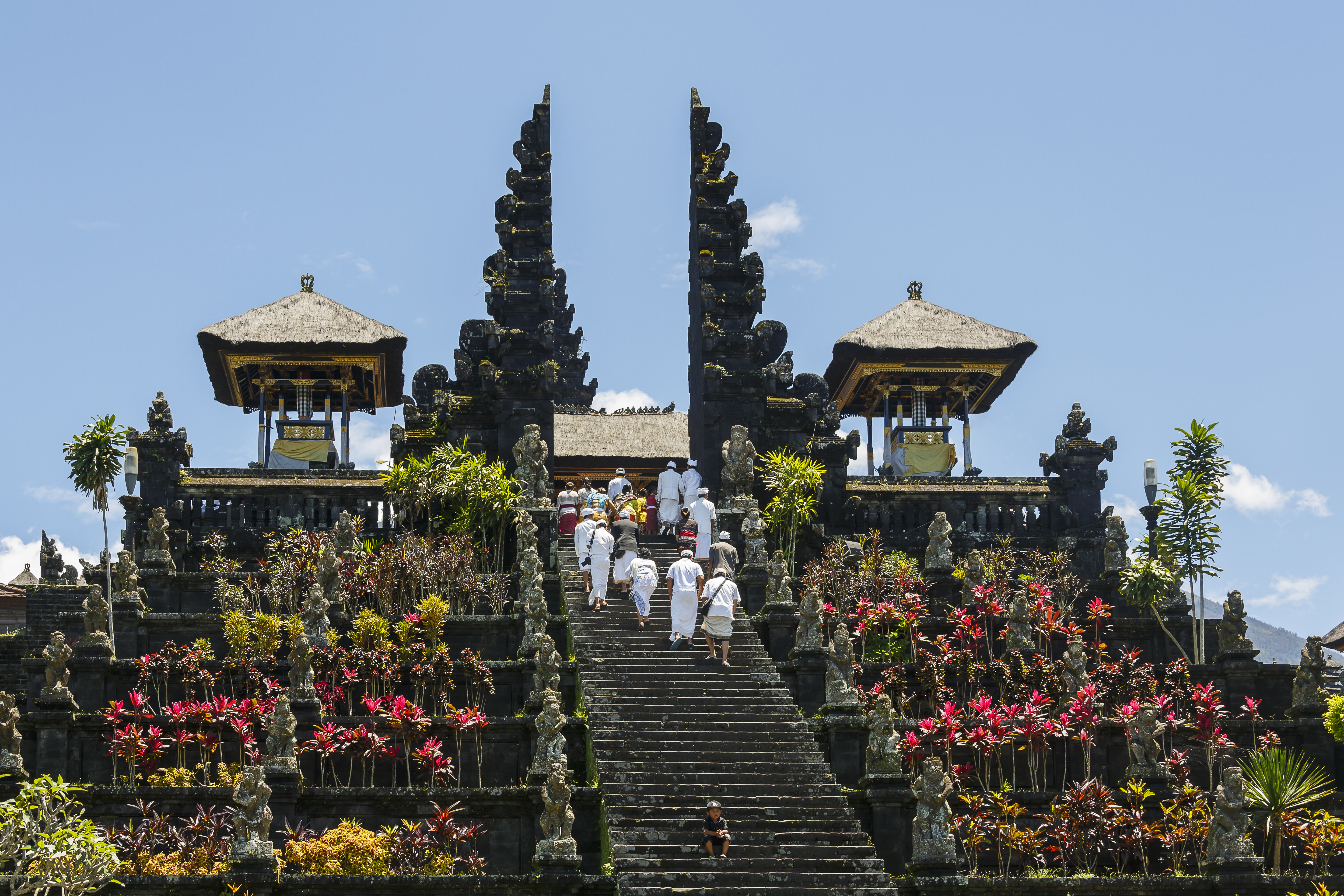
Các Đền Mẹ Besakih, một trong những đến thờ tại Bali của tôn giáo Bali Hindu.

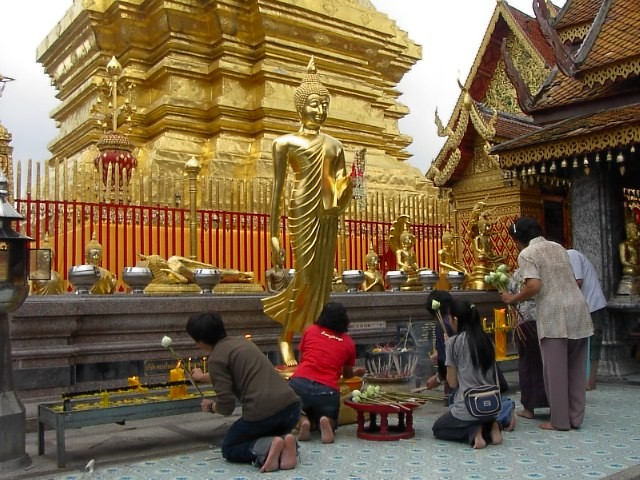
Phật tử Nam tông Thái Lan ở Chiang Mai, Thái Lan.

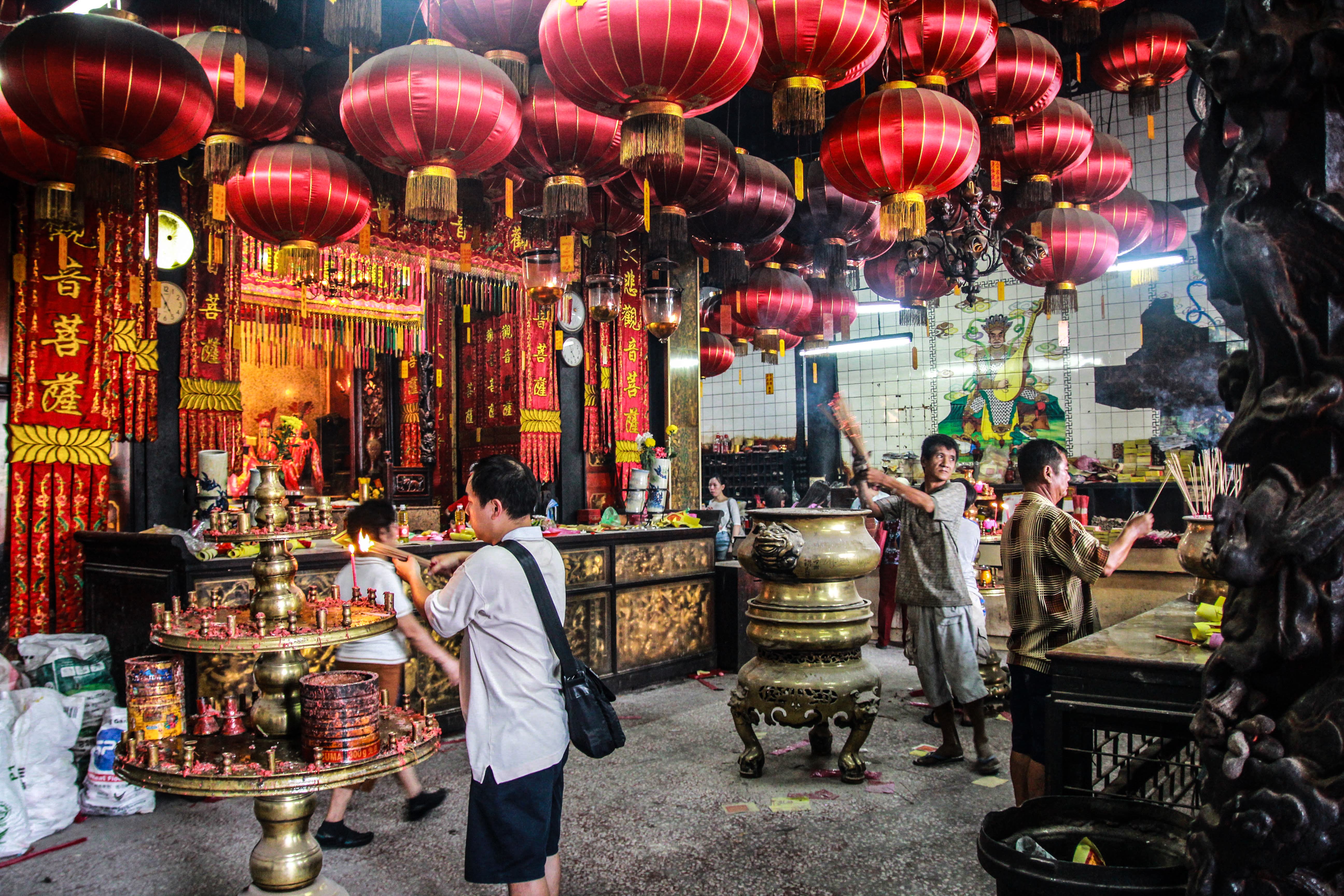
Phòng cầu nguyện của Đền thờ Nữ thần Thương xót, ngôi đền Đạo giáo lâu đời nhất ở Penang, Malaysia.

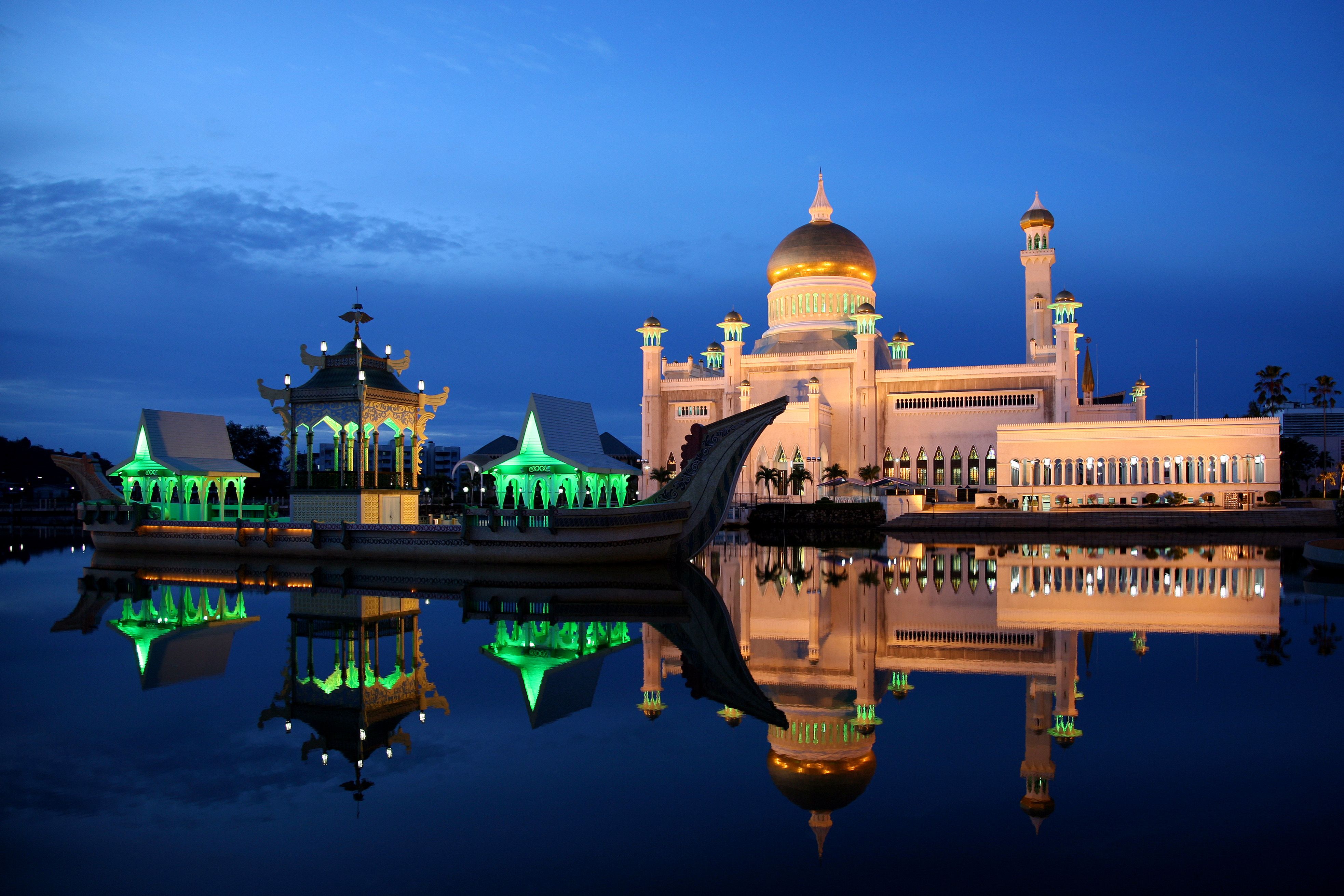
Nhà thờ Hồi giáo Sultan Omar Ali Saifuddin ở Brunei, một quốc gia Hồi giáo với luật Sharia.

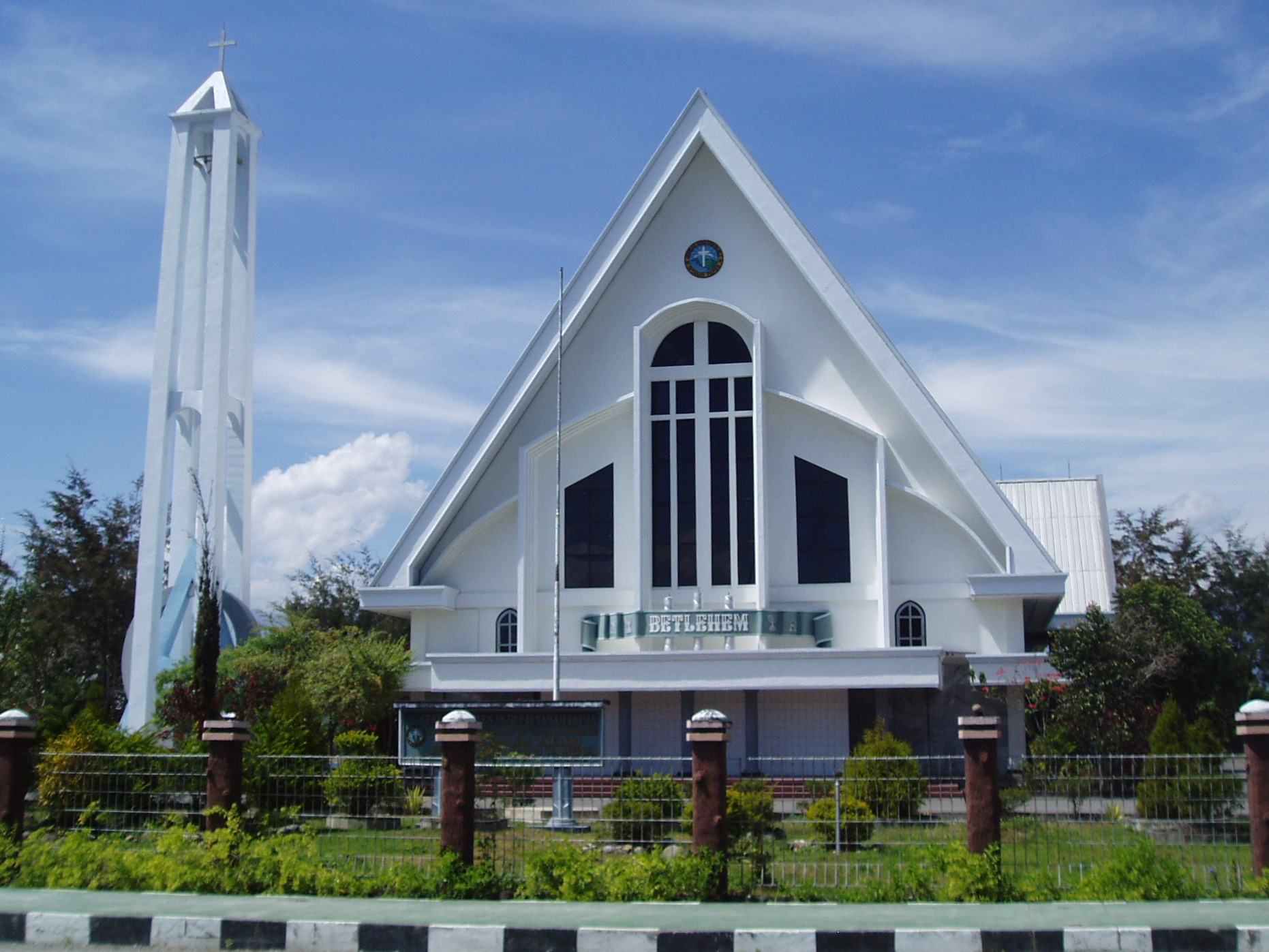
Một nhà thờ Tin lành ở Indonesia. Indonesia có dân số theo đạo Tin lành lớn nhất ở Đông Nam Á.

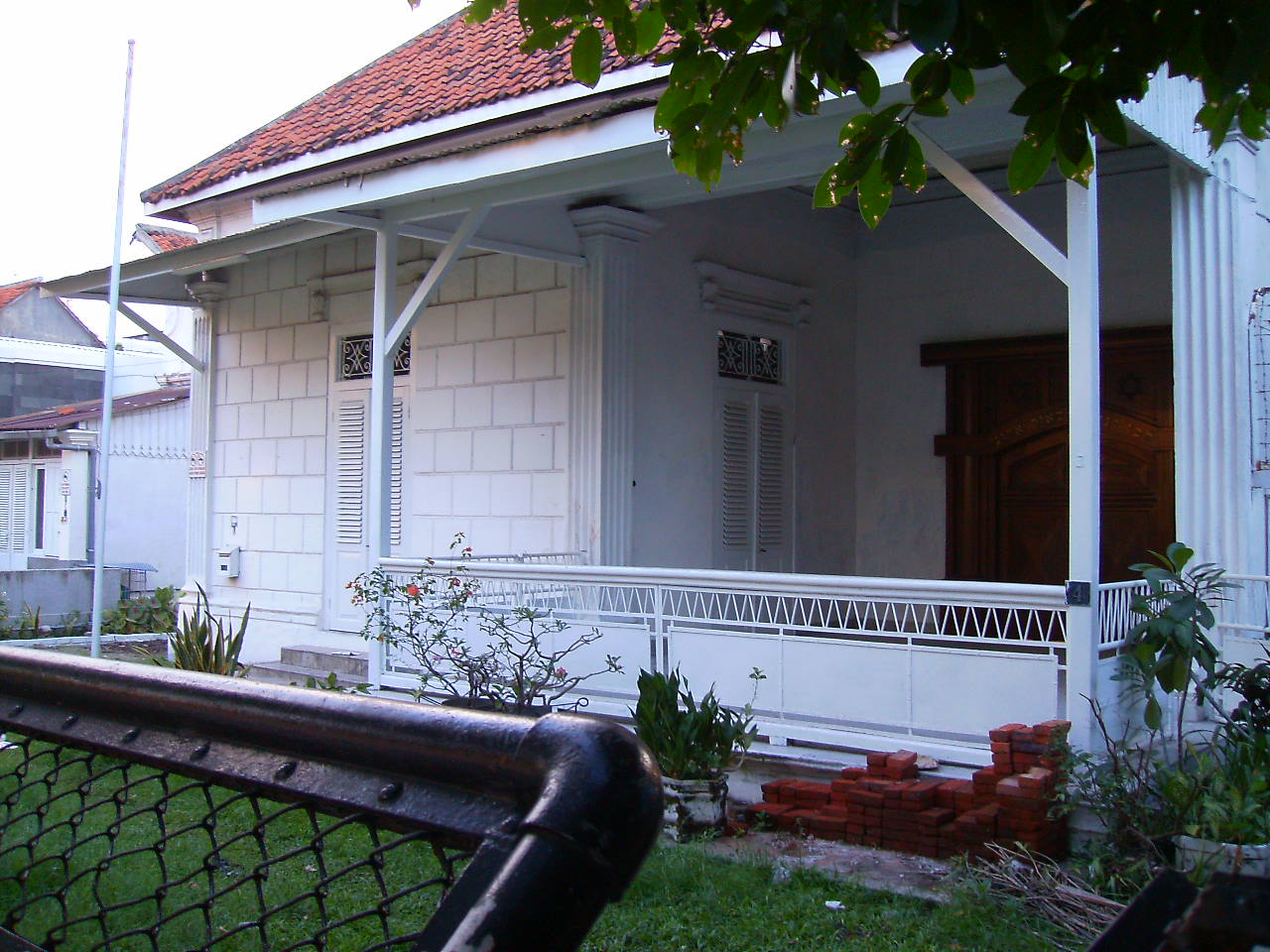
Giáo đường Do Thái Surabaya ở Indonesia, bị phá bỏ vào năm 2013.

Các quốc gia ở Đông Nam Á thực hành nhiều tôn giáo khác nhau. Theo dân số, Hồi giáo là tín ngưỡng được thực hành nhiều nhất, với khoảng 240 triệu tín đồ, tức khoảng 40% toàn bộ dân số, tập trung ở Indonesia, Brunei, Malaysia, Nam Thái Lan và Nam Philippines. Indonesia là quốc gia đa số theo đạo Hồi đông dân nhất trên thế giới.
Có khoảng 205 triệu Phật tử ở Đông Nam Á, khiến tôn giáo này trở thành tôn giáo lớn thứ hai trong khu vực, sau Hồi giáo. Khoảng 38% dân số Phật giáo toàn cầu cư trú ở Đông Nam Á. Phật giáo chủ yếu ở Việt Nam, Thái Lan, Lào, Campuchia, Myanmar và Singapore. Thờ cúng tổ tiên và Nho giáo cũng được thực hành rộng rãi ở Việt Nam và Singapore.
Cơ đốc giáo chủ yếu có mặt ở Philippines, đông Indonesia, Đông Malaysia và Đông Timor. Philippines có dân số theo Công giáo La Mã lớn nhất ở châu Á. Đông Timor cũng chủ yếu là Công giáo La Mã do lịch sử của sự cai trị của Indonesia và Bồ Đào Nha. Vào tháng 10 năm 2019, số lượng người theo đạo Thiên chúa, cả Công giáo và Tin lành ở Đông Nam Á, đạt 156 triệu người, trong đó 97 triệu người ở Philippines, 29 triệu người ở Indonesia, 11 triệu người ở Việt Nam, và phần còn lại đến từ Malaysia, Myanmar., Đông Timor, Singapore, Lào, Campuchia và Brunei.
Không một quốc gia Đông Nam Á nào là đồng nhất về mặt tôn giáo. Một số nhóm được bảo vệ trên thực tế bởi sự cô lập của họ với phần còn lại của thế giới. Tại quốc gia Hồi giáo đông dân nhất thế giới, Indonesia, Ấn Độ giáo chiếm ưu thế trên các hòn đảo như Bali. Cơ đốc giáo cũng chiếm ưu thế ở phần còn lại của Philippines, New Guinea, Flores và Timor. Nhiều người theo đạo Hindu cũng có thể được tìm thấy trên khắp Đông Nam Á ở Singapore, Malaysia, v.v. Garuda, phượng hoàng là vật cưỡi (vahanam) của thần Vishnu, là biểu tượng quốc gia ở cả Thái Lan và Indonesia; ở Philippines, hình ảnh Garuda bằng vàng đã được tìm thấy trên Palawan; Hình ảnh vàng của các vị thần và nữ thần Hindu khác cũng được tìm thấy trên đảo Mindanao. Ấn Độ giáo Bali hơi khác với Ấn Độ giáo được thực hành ở những nơi khác, vì thuyết vật linh và văn hóa địa phương được kết hợp lại. Người theo đạo Thiên chúa cũng có mặt trên khắp Đông Nam Á; họ chiếm đa số ở Đông Timor và Philippines, quốc gia có số người theo Cơ đốc giáo lớn nhất châu Á. Ngoài ra, cũng có những thực hành tôn giáo bộ lạc lâu đời hơn ở các vùng xa xôi của Sarawak ở Đông Malaysia, Tây Nguyên Philippines và Papua ở miền đông Indonesia. Ở Miến Điện, Sakka (Indra) được tôn kính như một Nat. Ở Việt Nam, phân nhánh Phật giáo Đại thừa rất phổ biến, chịu ảnh hưởng của thuyết vật linh bản địa nhưng chú trọng tín ngưỡng thờ cúng tổ tiên.
Thành phần tôn giáo của mỗi quốc gia như sau: Một số giá trị được lấy từ CIA World Factbook:
| Quốc gia                    | Tôn giáo |
| --------------------------- | --- |
| Andaman and Nicobar Islands | Ấn Độ giáo (69%), Thiên chúa giáo, Hồi giáo, Sikhism và khác |
| Brunei                      | Hồi giáo (81%), Phật giáo, Thiên chúa giáo, khác (tín ngưỡng bản địa v.v...) |
| Campuchia                   | Phật giáo (97%), Hồi giáo, Thiên chúa giáo, thuyết vật linh, khác |
| Đông Timor                  | Công giáo Roma (97%), Tin Lành, Hồi giáo, Ấn Độ giáo, Phật giáo |
| Indonesia                   | Hồi giáo (86.7%), Tin Lành (7.6%), Công giáo Roma (3.12%), Ấn Độ giáo (1.74%), Phật giáo(0.77%), Nho giáo (0.03%), khác(0.4%)                                                                       |
| Lào                         | Phật giáo (67%), thuyết vật linh, Thiên chúa giáo, khác |
| Malaysia                    | Hồi giáo (61.3%), Phật giáo, Thiên chúa giáo, Ấn Độ giáo, thuyết vật linh |
| Myanmar (Burma)             | Phật giáo (89%), Hồi giáo, Thiên chúa giáo, Ấn Độ giáo, thuyết vật linh, khác |
| Philippines                 | Công giáo Roma (80.6%), Hồi giáo (6.9%-11%), Evangelical (2.7%), Iglesia ni Cristo (Church of Christ) (2.4%), Tin lành khác (3.8%), Phật giáo (0.05%-2%), thuyết vật linh (0.2%-1.25%), khác (1.9%) |
| Singapore                   | Phật giáo, Thiên chúa giáo, Hồi giáo, Lão giáo, Ấn Độ giáo, khác |
| Thái Lan                    | Phật giáo (93.5%), Hồi giáo (5.4%), Thiên chúa giáo (1.13%), Ấn Độ giáo (0.02%), khác (0.003%) |
| Việt Nam                    | Tín ngưỡng thờ cúng tổ tiên (45.3%), Phật giáo (16.4%), Thiên chúa giáo (8.2%), khác (0.4%), không tôn giáo (29.6%)                                                                                 |

### Ngôn ngữ
Mỗi ngôn ngữ đều bị ảnh hưởng bởi áp lực văn hóa do thương mại, nhập cư và quá trình thuộc địa hóa trong lịch sử. Có gần 800 ngôn ngữ bản địa trong khu vực này.
Thành phần ngôn ngữ cho mỗi quốc gia như sau (với các ngôn ngữ chính thức được in đậm):
| Quốc gia/Vùng               | Ngôn ngữ |
| --------------------------- | --- |
| Andaman and Nicobar Islands | Tiếng Bengali, tiếng Hindi, tiếng Anh, Tamil, Telugu, Malayalam, Shompen, A-Pucikwar, Aka-Jeru, Aka-Bea, Aka-Bo, Aka-Cari, Aka-Kede, Aka-Kol, Aka-Kora, Aka-Bale, Jangil, Jarawa, Oko-Juwoi, Önge, Sentinelese, Camorta, Car, Chaura, Katchal, Nancowry, Southern Nicobarese, Teressa |
| Brunei                      | Tiếng Malay, tiếng Anh, Indonesia, Trung Quốc, Tamil and indigenous Bornean dialects (Iban, Murutic language, Lun Bawang,) |
| Cambodia                    | Tiếng Khmer, tiếng Anh, Pháp, Triều Châu, Việt, Cham, Phổ thông, khác |
| East Timor                  | Tetum, Bồ Đào Nha, Mambae, Makasae, Tukudede, Bunak, Galoli, Kemak, Fataluku, Baikeno, khác |
| Indonesia                   | Indonesia, Javanese, Sundanese, Batak, Minangkabau, Buginese, Banjar, Papuan, Dayak, Acehnese, Ambonese Balinese, Betawi, Madurese, Musi, Manado, Sasak, Makassarese, Batak Dairi, Karo, Mandailing, Jambi Malay, Mongondow, Gorontalo, Ngaju, Kenyah, Nias, North Moluccan, Uab Meto, Bima, Manggarai, Toraja-Sa'dan, Komering, Tetum, Rejang, Muna, Sumbawa, Bangka Malay, Osing, Gayo, Bungku-Tolaki languages, Moronene, Bungku, Bahonsuai, Kulisusu, Wawonii, Mori Bawah, Mori Atas, Padoe, Tomadino, Lewotobi, Tae', Mongondow, Lampung, Tolaki, Ma'anyan, Simeulue, Gayo, Buginese, Mandar, Minahasan, Enggano, Ternate, Tidore, Mairasi, East Cenderawasih Language, Lakes Plain Languages, Tor-Kwerba, Nimboran, Skou/Sko, Border languages, Senagi, Pauwasi, Mandarin, Hokkien, Cantonese, Hakka, Teochew, Tamil, Punjabi, Bengali, and Arabic. Indonesia has over 700 languages in over 17,000 islands across the archipelago, making Indonesia the second most linguistically diverse country on the planet, slightly behind Papua New Guinea. The official language of Indonesia is Indonesian (Bahasa Indonesia), widely used in educational, political, economic, and other formal situations. In daily activities and informal situations, most Indonesians speak in their local language(s). For more details, see: Languages of Indonesia. |
| Laos                        | Lao, Thai, Việt, Hmong, Miao, Mien, Dao, Shan and khác |
| Malaysia                    | Malaysian, English, Mandarin, Indonesian, Tamil, Kedah Malay, Sabah Malay, Brunei Malay, Kelantan Malay, Pahang Malay, Acehnese, Javanese, Minangkabau, Banjar, Buginese, Tagalog, Hakka, Cantonese, Hokkien, Teochew, Fuzhounese, Telugu, Bengali, Punjabi, Hindi, Sinhala, Malayalam, Arabic, Brunei Bisaya, Okolod, Kota Marudu Talantang, Kelabit, Lotud, Terengganu Malay, Semelai, Thai, Iban, Kadazan, Dusun, Kristang, Bajau, Jakun, Mah Meri, Batek, Melanau, Semai, Temuan, Lun Bawang, Temiar, Penan, Tausug, Iranun, Lundayeh/Lun Bawang, and khác see: Languages of Malaysia |
| Myanmar (Burma)             | Burmese, Shan, Kayin(Karen), Rakhine, Kachin, Chin, Mon, Kayah, Trung Quốc and other ethnic languages. |
| Philippines                 | Filipino (Tagalog), English, Bisayan languages (Aklanon, Cebuano, Kinaray-a, Capiznon, Hiligaynon, Waray, Masbateño, Romblomanon, Cuyonon, Surigaonon, Butuanon, Tausug), Ivatan, Ilocano, Ibanag, Pangasinan, Kapampangan, Bicolano, Sama-Bajaw, Maguindanao, Maranao, Chavacano The Philippines has more than a hundred native languages, most without official recognition from the national government. Spanish and Arabic are on a voluntary and optional basis. Malay (Bahasa Malaysia, Bahasa Indonesia), Mandarin, Lan-nang (Hokkien), Cantonese, Hakka, Japanese and Korean are also spoken in the Philippines due to immigration, geographic proximity and historical ties. See: Languages of the Philippines |
| Singapore                   | English, Malay, Mandarin Chinese, Tamil, Hokkien, Teochew, Cantonese, Hakka, Telugu, Malayalam, Punjabi, Hindi, Sinhala, Javanese, Balinese, Singlish creole and khác |
| Thailand                    | Thai, Isan, Northern Khmer, Malay, Karen, Hmong, Teochew, Minnan, Hakka, Yuehai, Burmese, Mien, Tamil, Bengali, Urdu, Arabic, Shan, Lue, Phutai, Mon and khác |
| Vietnam                     | Tiếng Việt, Tiếng Khơ-me, Cantonese, Tiếng H-mông, Tai, Tiếng Chăm and khác |

## Văn hóa

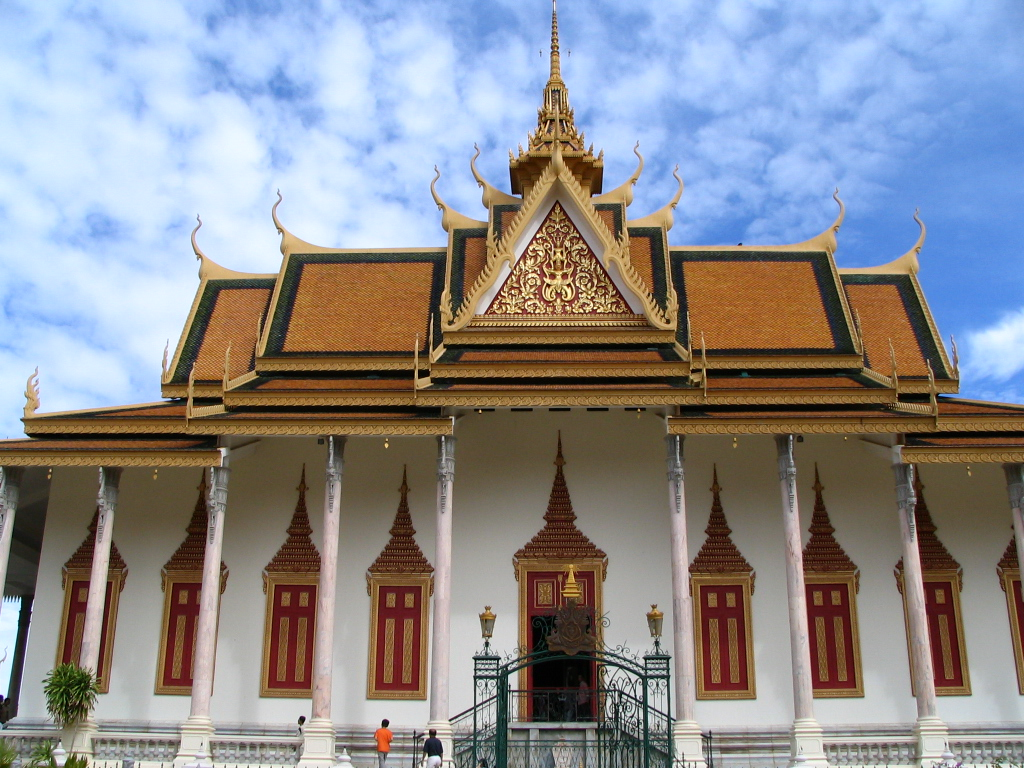
Chùa Bạc, Campuchia

Văn hóa ở Đông Nam Á rất đa dạng: ở Đông Nam Á lục địa, văn hóa là sự pha trộn của các nền văn hóa Miến Điện, Campuchia, Lào, Thái Lan ( Ấn Độ ) và Việt Nam ( Trung Quốc ). Trong khi ở Indonesia, Philippines, Singapore và Malaysia, văn hóa là sự pha trộn của các nền văn hóa Austronesian, Ấn Độ, Hồi giáo, phương Tây và Trung Quốc bản địa. Ngoài ra, Brunei cũng cho thấy ảnh hưởng mạnh mẽ từ Ả Rập. Việt Nam và Singapore cho thấy ảnh hưởng của Trung Quốc nhiều hơn ở chỗ Singapore, mặc dù là một quốc gia Đông Nam Á về mặt địa lý, là nơi sinh sống của đa số người Hoa và Việt Nam nằm trong vùng ảnh hưởng của Trung Quốc trong phần lớn lịch sử của mình. Ảnh hưởng của Ấn Độ ở Singapore chỉ rõ ràng qua những người Tamil di cư,, ở một mức độ nào đó, ảnh hưởng đến ẩm thực của Singapore. Trong suốt lịch sử của Việt Nam, quốc gia này không có ảnh hưởng trực tiếp từ Ấn Độ - chỉ thông qua tiếp xúc với các dân tộc Thái, Khmer và Chăm. Hơn nữa, Việt Nam cũng được xếp vào khu vực văn hóa Đông Á cùng với Trung Quốc, Hàn Quốc và Nhật Bản do một lượng lớn ảnh hưởng của Trung Quốc trong văn hóa và lối sống của họ.

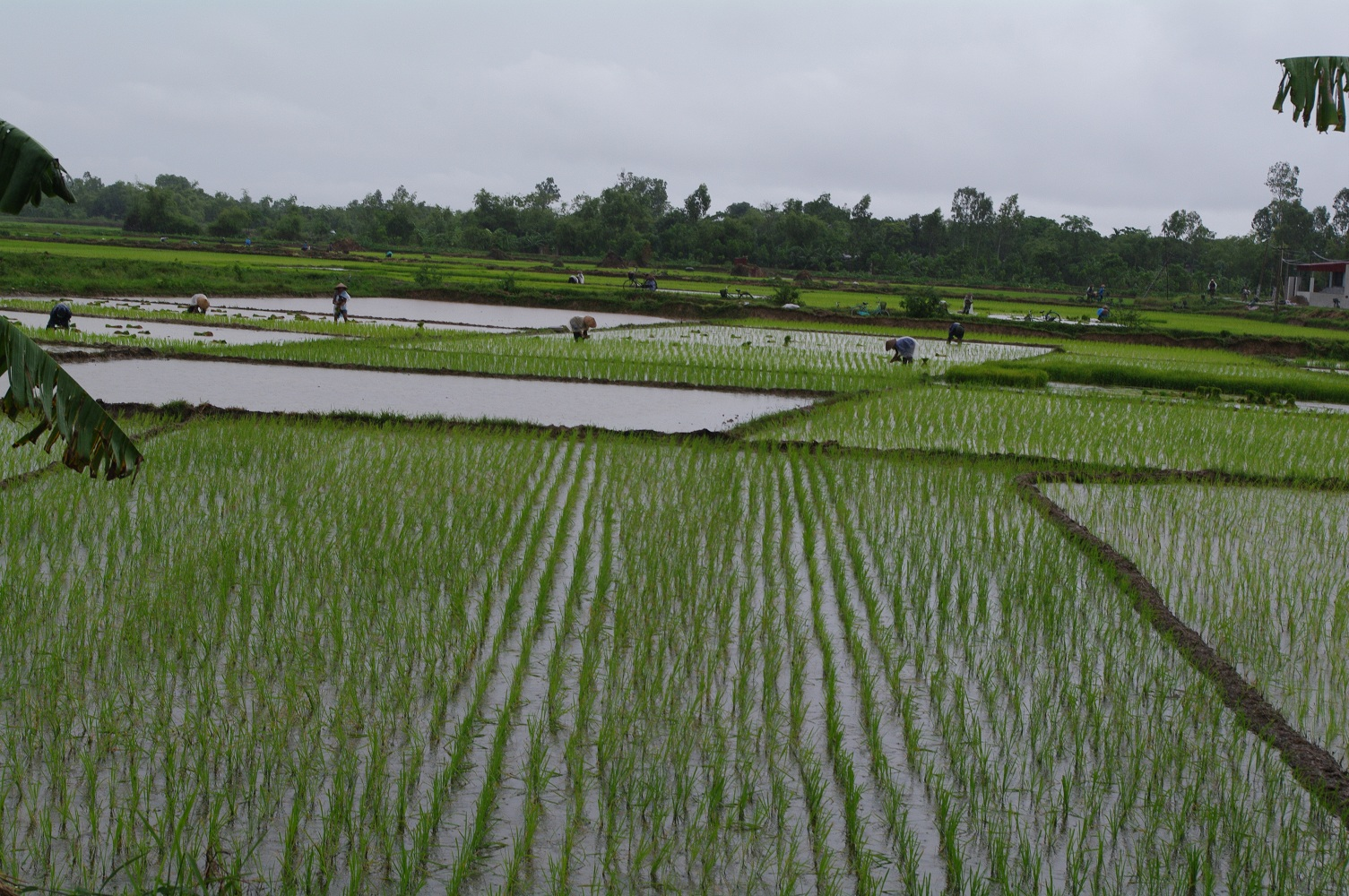
Ruộng lúa Việt Nam

Nông nghiệp trồng lúa nước đã tồn tại ở Đông Nam Á trong nhiều thiên niên kỷ, trên phạm vi toàn tiểu vùng. Một số ví dụ ấn tượng về những cánh đồng lúa này nằm trong Ruộng bậc thang Banaue ở vùng núi Luzon ở Philippines. Việc bảo trì những cánh đồng này rất tốn công sức. Các cánh đồng lúa rất thích hợp với khí hậu gió mùa của vùng này.
Nhà sàn có mặt ở khắp Đông Nam Á, từ Thái Lan và Việt Nam đến Borneo, đến Luzon ở Philippines, đến Papua New Guinea. Khu vực này có kỹ thuật gia công kim loại đa dạng, đặc biệt là ở Indonesia. Việc này bao gồm vũ khí, gồm có như kris đặc biệt và nhạc cụ, chẳng hạn như gamelan.

### Ảnh hưởng
Những ảnh hưởng văn hóa chính của khu vực đến từ sự kết hợp giữa Hồi giáo, Ấn Độ và Trung Quốc. Ảnh hưởng văn hóa đa dạng rõ rệt ở Philippines, đặc biệt là bắt nguồn từ thời kỳ cai trị của Tây Ban Nha và Mỹ, tiếp xúc với các nền văn hóa chịu ảnh hưởng của Ấn Độ, và thời kỳ giao thương của Trung Quốc và Nhật Bản.
Theo quy luật, những dân tộc ăn bằng ngón tay có nhiều khả năng bị ảnh hưởng bởi văn hóa của Ấn Độ, ví dụ, hơn là văn hóa của Trung Quốc, vốn ăn bằng đũa; trà với tư cách là một loại đồ uống, có thể được tìm thấy trên khắp vùng này. Nước mắm tuy là đặc trưng của vùng này nhưng mỗi nước lại có những khác biệt.

### Nghệ thuật

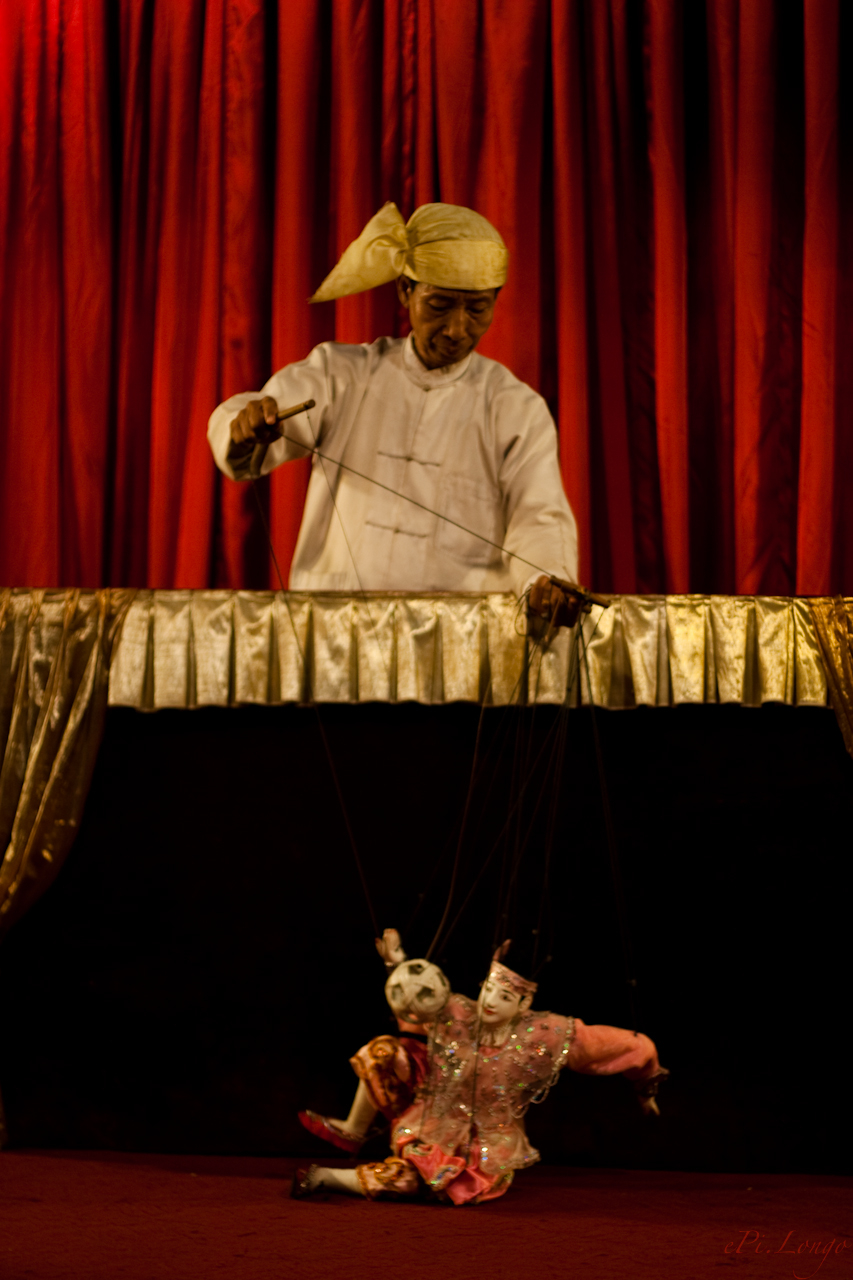
Biểu diễn múa rối Miến Điện

Nghệ thuật của Đông Nam Á có mối liên hệ với nghệ thuật của các khu vực khác. Khiêu vũ ở hầu hết các nước Đông Nam Á bao gồm chuyển động của bàn tay cũng như bàn chân, để thể hiện cảm xúc của điệu nhảy và ý nghĩa của câu chuyện mà nữ diễn viên ballet sẽ kể cho khán giả. Hầu hết các nước Đông Nam Á du nhập vũ điệu vào cung đình của họ; đặc biệt, ballet hoàng gia Campuchia trình diễn vào đầu thế kỷ thứ 7 trước cung đình Đế chế Khmer, nơi chịu ảnh hưởng lớn của Ấn Độ giáo Ấn Độ. Điệu múa Apsara, nổi tiếng với cử động tay và chân mạnh mẽ, là một ví dụ tuyệt vời về điệu múa biểu tượng của đạo Hindu.
Múa rối và kịch bóng cũng là một hình thức giải trí được ưa chuộng trong những thế kỷ trước, một hình thức nổi tiếng là Wayang đến từ Indonesia. Nghệ thuật và văn học ở một số vùng Đông Nam Á chịu ảnh hưởng khá lớn từ Ấn Độ giáo, vốn đã được truyền đến từ nhiều thế kỷ trước. Indonesia, mặc dù cải sang đạo Hồi, nơi phản đối một số hình thức nghệ thuật, nhưng vẫn giữ nhiều hình thức thực hành, văn hóa, nghệ thuật và văn học chịu ảnh hưởng của Ấn Độ giáo. Một ví dụ là Wayang Kulit (Múa rối bóng) và văn học như Ramayana. Show diễn kulit wayang đã được UNESCO công nhận vào ngày 7 tháng 11 năm 2003, là Kiệt tác di sản truyền khẩu và phi vật thể của nhân loại.

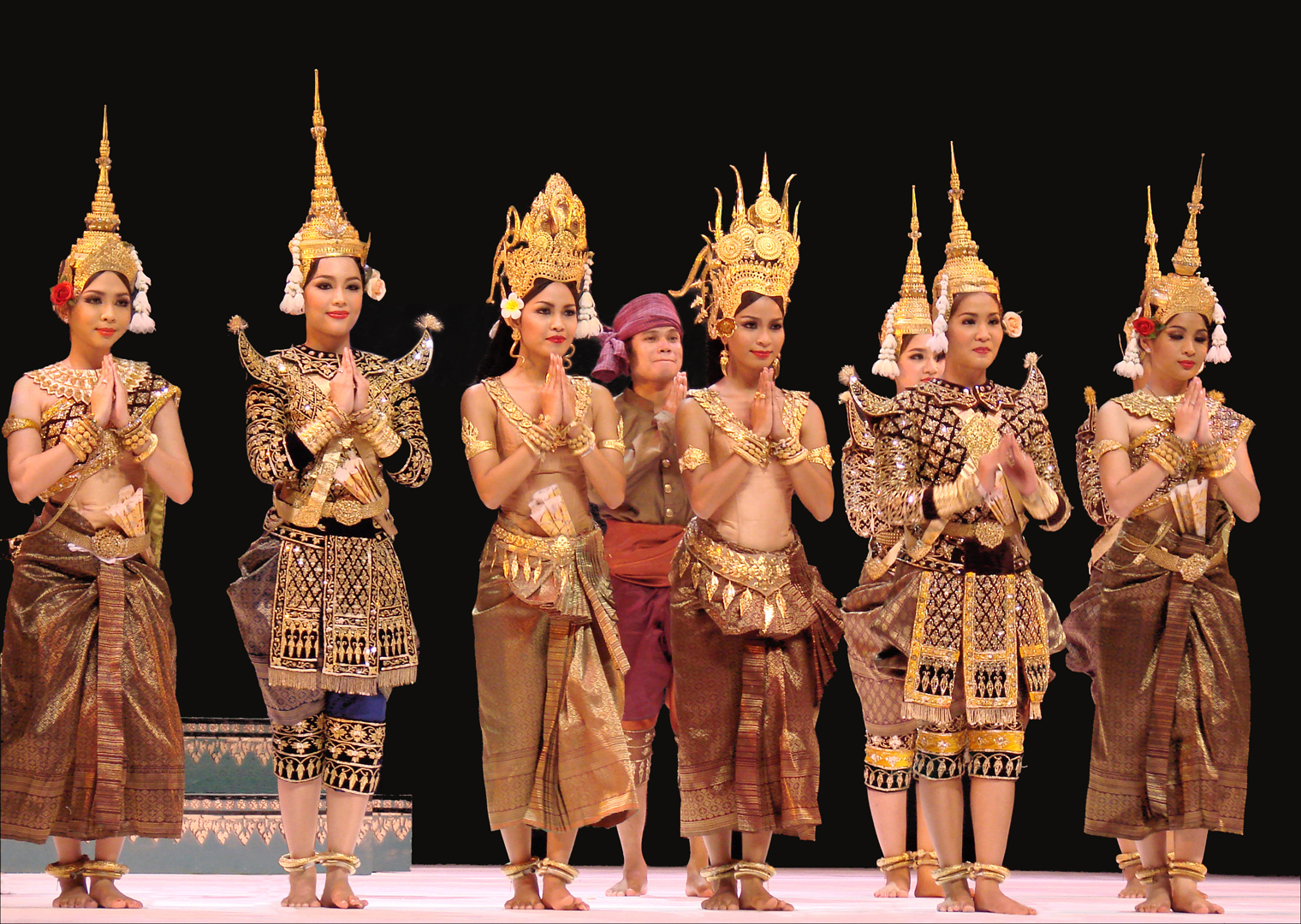
Ballet Hoàng gia Campuchia (Paris, Pháp 2010)

Người ta đã chỉ ra rằng nghệ thuật cổ điển của người Khmer và Indonesia quan tâm đến việc miêu tả cuộc sống của các vị thần, nhưng đối với tâm thức Đông Nam Á, cuộc sống của các vị thần là cuộc sống của chính các dân tộc — vui tươi, trần thế, nhưng có tính thần thánh. Người Thái, du nhập muộn vào Đông Nam Á, mang theo một số truyền thống nghệ thuật của Trung Quốc, nhưng họ sớm loại bỏ chúng để ủng hộ truyền thống Khmer và Môn, và dấu hiệu duy nhất về sự tiếp xúc sớm hơn của họ với nghệ thuật Trung Quốc là phong cách của các ngôi chùa của họ, đặc biệt là mái nhà kiểu thon nhọn, và đồ sơn mài của họ.

### Âm nhạc

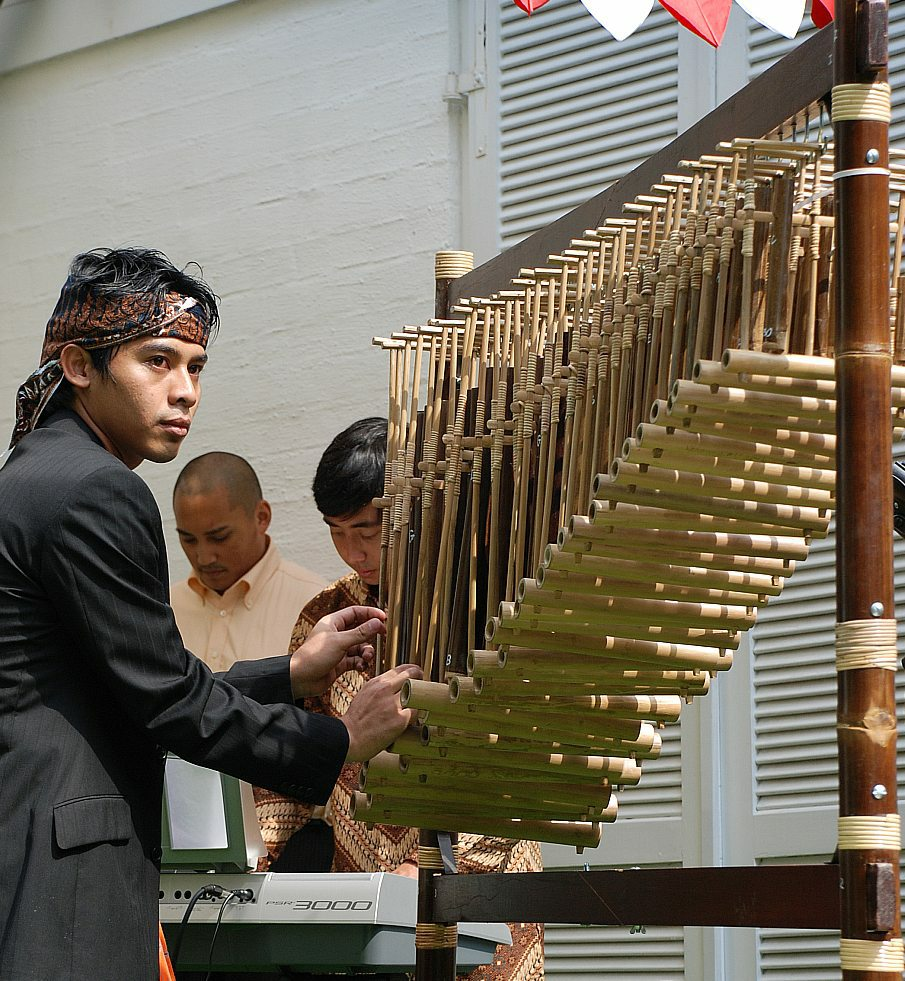
Angklung là một kiệt tác di sản truyền khẩu và phi vật thể của nhân loại

Âm nhạc truyền thống ở Đông Nam Á cũng đa dạng như nhiều bộ tộc và văn hóa của nó. Các phong cách chính của âm nhạc truyền thống có thể thấy: Âm nhạc cung đình, âm nhạc dân gian, phong cách âm nhạc của các dân tộc nhỏ hơn và âm nhạc chịu ảnh hưởng của các thể loại bên ngoài vùng địa lý.
Trong các thể loại cung đình và dân gian, dàn nhạc cồng chiêng chiếm đa số (trừ các vùng miền xuôi của Việt Nam). Dàn nhạc Gamelan và Angklung từ Indonesia, hòa tấu Piphat / Pinpeat của Thái Lan và Campuchia và hòa tấu Kulintang của miền nam Philippines, Borneo, Sulawesi và Timor là ba phong cách âm nhạc riêng biệt chính đã ảnh hưởng đến các phong cách âm nhạc truyền thống khác trong khu vực. Nhạc cụ dây cũng rất phổ biến.
Vào ngày 18 tháng 11 năm 2010, UNESCO đã chính thức công nhận angklung là Kiệt tác di sản truyền khẩu và phi vật thể của nhân loại, đồng thời khuyến khích người dân và chính phủ Indonesia bảo vệ, truyền tải, quảng bá biểu diễn và khuyến khích nghề thủ công của nghề làm angklung.

### Chữ viết

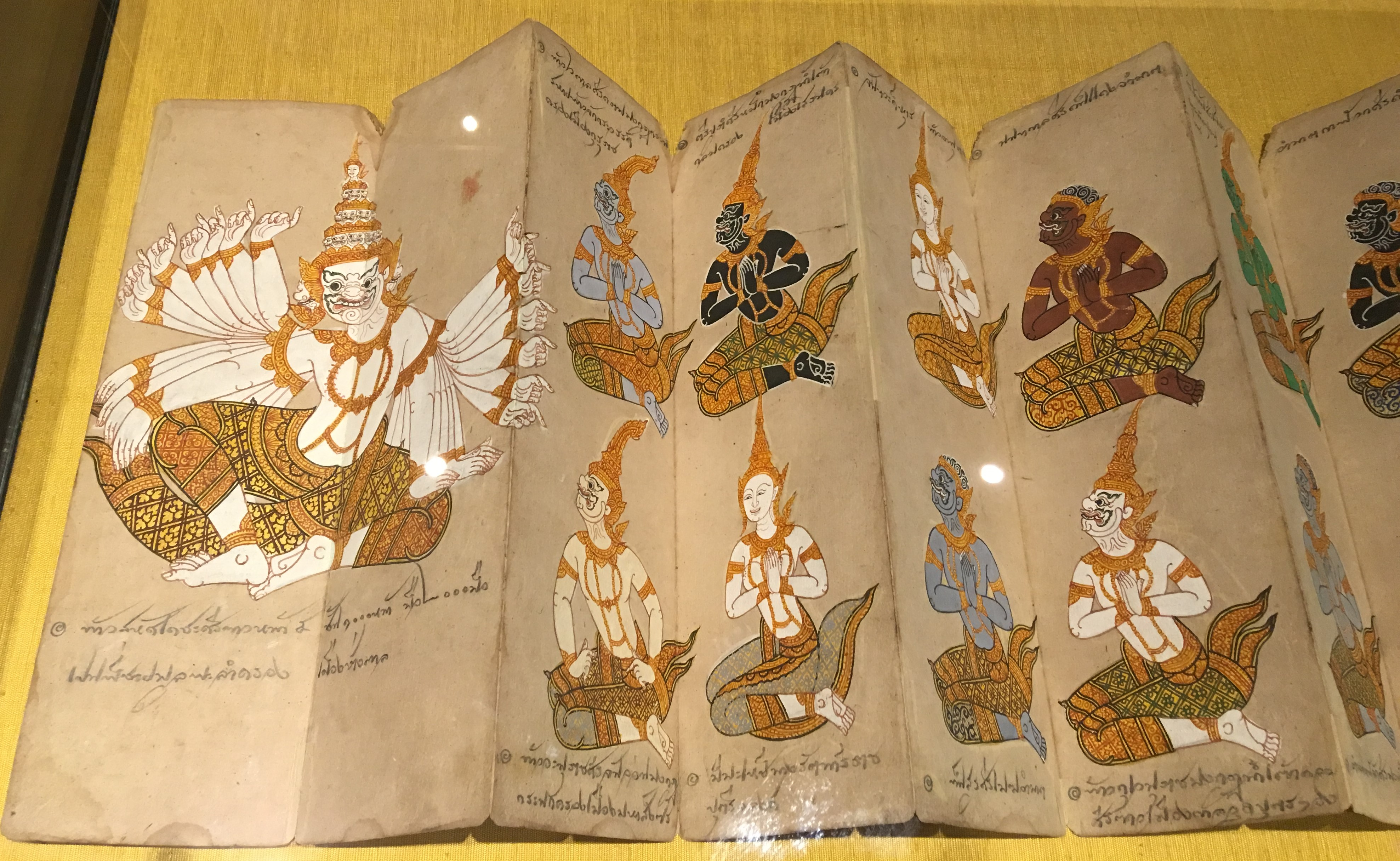
Bản thảo tiếng Thái từ trước khi có hệ thống chữ viết thế kỷ 19

Lịch sử Đông Nam Á đã dẫn đến vô số tác giả khác nhau, từ cả trong và ngoài nước viết về khu vực này.
Ban đầu, người Ấn Độ là những người thầy đầu tiên dạy cho cư dân bản địa về chữ viết. Điều này được thể hiện qua các hình thức chữ viết Brahmic có mặt trong khu vực như chữ viết Bali được thể hiện trên lá cọ chẻ được gọi là lontar (xem hình bên trái - phóng to hình ảnh để thấy chữ viết ở mặt phẳng, và trang trí ở mặt kia).

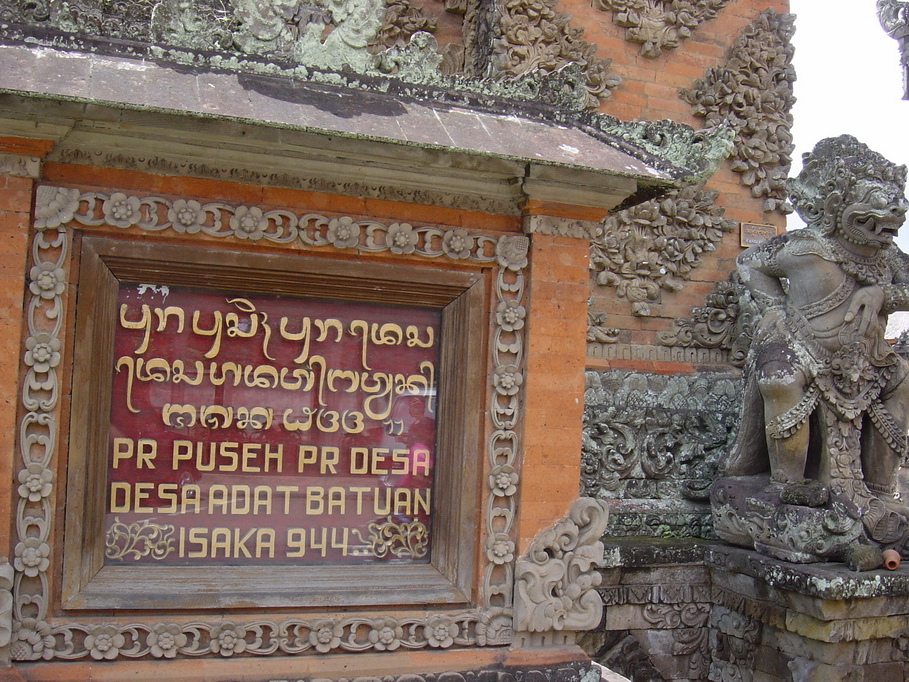
Các chữ viết tiếng Bali và tiếng Latinh tại một ngôi đền Hindu ở Bali

Hình thức chữ viết này đã tồn tại lâu đời trước khi phát minh ra giấy vào khoảng năm 100 ở Trung Quốc. Lưu ý mỗi phần lá cọ chỉ có vài dòng, được viết theo chiều dọc của lá và được buộc bằng sợi xe với các phần khác. Phần bên ngoài chữ được trang trí. Các bảng chữ cái của Đông Nam Á có xu hướng là abugida, cho đến khi người châu Âu đến, họ sử dụng những từ cũng kết thúc bằng phụ âm chứ không chỉ nguyên âm. Các hình thức tài liệu chính thức khác, không sử dụng giấy, bao gồm các cuộn giấy đồng Java. Vật liệu này tỏ ra bền hơn giấy trong khí hậu nhiệt đới của Đông Nam Á.
Tại Malaysia, Brunei và Singapore, ngôn ngữ Mã Lai hiện nay thường được viết bằng hệ thống chữ Latinh. Hiện tượng tương tự cũng có ở tiếng Indonesia, mặc dù các tiêu chuẩn chính tả khác nhau được sử dụng (ví dụ: 'Teksi' trong tiếng Mã Lai và 'Taksi' trong tiếng Indonesia để chỉ 'Taxi').
Việc sử dụng chữ Hán, trong quá khứ và hiện tại, chỉ rõ ràng ở Việt Nam và gần đây là Singapore và Malaysia. Việc sử dụng chữ Hán ở Việt Nam có từ khoảng năm 111 TCN khi quốc gia này bị người Trung Quốc đô hộ. Một phiên bản chữ Việt gọi là chữ Nôm sử dụng Chữ Hán đã sửa đổi để diễn tả ngôn ngữ tiếng Việt. Cả chữ Hán và chữ Nôm đều được người Việt sử dụng cho đến đầu thế kỷ 20.
Tuy nhiên, việc sử dụng chữ viết Trung Quốc đã bị suy giảm, đặc biệt là ở Singapore và Malaysia do các thế hệ trẻ đang ủng hộ hệ thống chữ viết Latinh.

## Tự nhiên ảnh hưởng đến khu vực

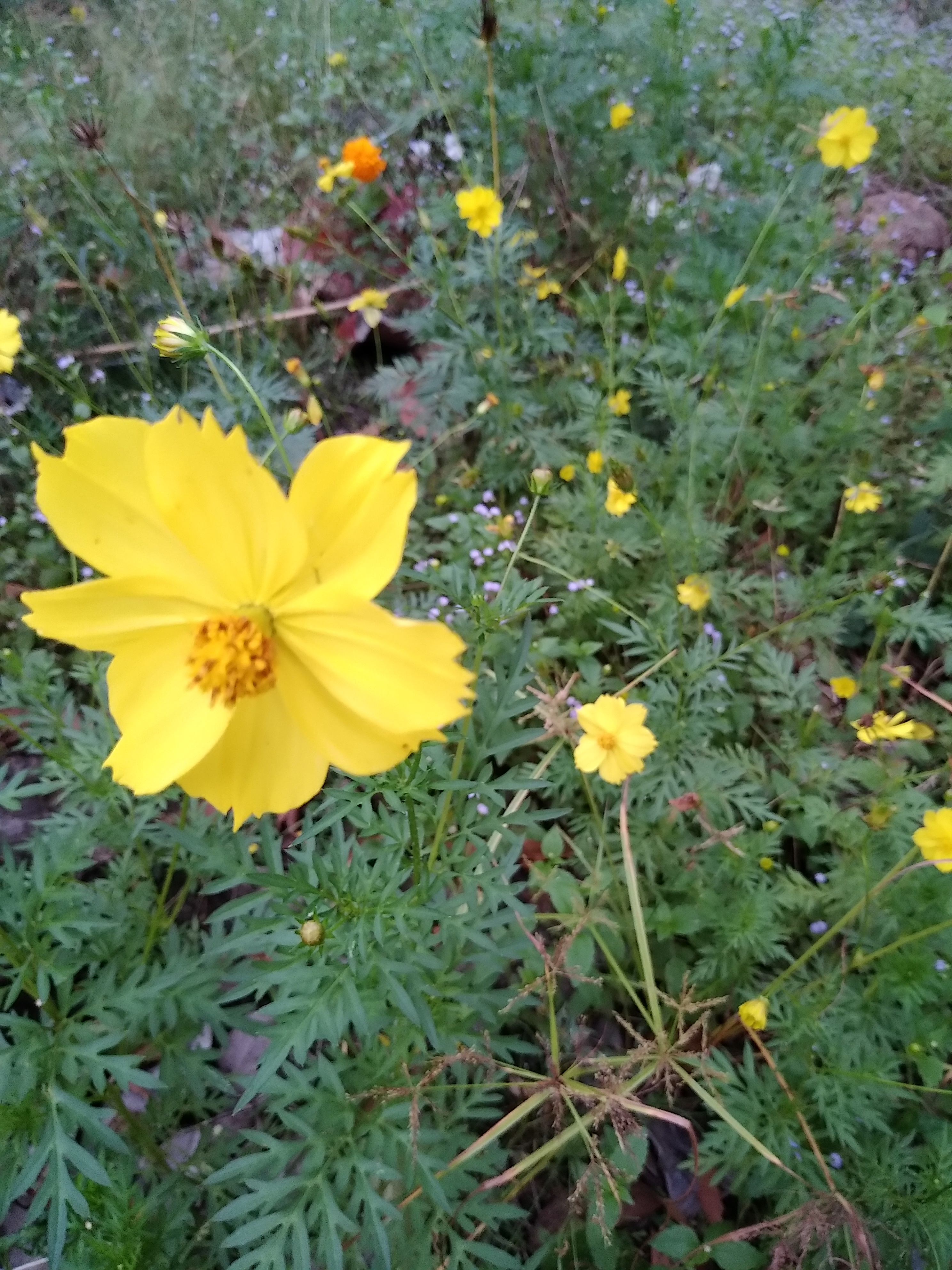
Rau Nhái, một loại hoa dại mọc rất nhiều ở Việt Nam và Indonesia.

Phải nói rằng gió mùa không chỉ đem lại thuận lợi cho con người mà còn là những yếu tố tự nhiên tác động và tạo nên sự thất thường cho khí hậu trong vùng, với biên độ không lớn lắm. Mưa nhiệt đới trên địa bàn tự nhiên của khu vực tạo ra những vùng nhỏ, xen kẽ giữa rừng nhiệt đới, đồi núi, bờ biển, và đồng bằng, tạo nên những cảnh quan đa dạng. Thực tế đó khiến cho Đông Nam Á thiếu những không gian rộng cho sự phát triển kinh tế - xã hội trên quy mô lớn, thiếu những điều kiện tự nhiên cho sự phát triển những kĩ thuật tinh tế, phức tạp. Ở đây không có những đồng bằng rộng lớn như vùng châu thổ sông Ấn, sông Hằng hay Hoàng Hà; cũng không có những đồng cỏ mênh mông như vùng thảo nguyên. Không gian sinh tồn ở đây tuy nhỏ hẹp nhưng lại rất phong phú, đa dạng. Con người có thể khai thác ở thiên nhiên đủ loại thức ăn để sinh tồn. Vì thế có người gọi Đông Nam Á là khu vực khai thác thức ăn theo nghĩa rộng. Những điều kiện đó rất thuận lợi cho cuộc sống con người trong buổi đầu, nhưng không khỏi ảnh hưởng nhất định đến sự phát triển của một nền sản xuất lớn, tạo nên một khối lượng sản phẩm lớn trong những giai đoạn phát triển sau này của khu vực. Đồng thời, sự đa dạng, đan xen của những địa bàn sinh tụ nhỏ trong văn hóa tộc người của cả khu vực và trong mỗi quốc gia.
Do điều kiện địa lý của mình, Đông Nam Á chịu ảnh hưởng chủ yếu của gió mùa, tạo nên hai mùa tương đối rõ rệt: mùa khô lạnh, mát và mùa mưa tương đối nóng và ẩm. Vì thế, Đông Nam Á còn được gọi là khu vực "Châu Á gió mùa". Nếu theo khái niệm này thì ranh giới địa lý khu vực Đông Nam Á còn bao gồm cả miền Nam Trường Giang và vùng Đông Bắc của Ấn Độ nữa. Chính gió mùa và khí hậu biển làm cho khí hậu vùng Đông Nam Á đáng lẽ có thể trở nên khô cằn như một số khu vực lục địa khác có cùng vĩ độ đã trở nên xanh tốt và trù phú với những đô thị đông đúc và thịnh vượng như Kuala Lumpur, Singapore, Jakarta... Gió mùa kèm theo những cơn mưa nhiệt đới đã cung cấp đủ nước cho con người dùng trong đời sống và sản xuất hằng năm, tạo nên những cánh rừng nhiệt đới phong phú về thảo mộc và chim muông. Đông Nam Á từ lâu đã trở thành quê hương của những cây gia vị, cây hương liệu đặc trưng như hồ tiêu, sa nhân, đậu khấu, hồi, quế, trầm hương... và cây lương thực đặc trưng là lúa nước.

## Các thống kê
| Hạng      | Quốc gia    | Diện tích (km²) | 1950        | 2000        | 2020        | 2050        | 2100        |
| --------- | ----------- | --------------- | ----------- | ----------- | ----------- | ----------- | ----------- |
| 1         | Indonesia   | 1.904.569       | 82.979.000  | 166.070.000 | 271.080.000 | 327.000.000 | 356.000.000 |
| 2         | Philippines | 342.353         | 24.336.000  | 61.600.000  | 109.181.000 | 154.381.000 | 167.300.000 |
| 3         | Việt Nam    | 331.212         | 25.000.000  | 80.285.000  | 98.156.000  | 112.783.000 | 125.000.000 |
| 4         | Thái Lan    | 513.120         | 23.342.999  | 51.759.000  | 68.978.000  | 66.064.000  | 64.800.000  |
| 5         | Myanmar     | 676.000         | 21.050.000  | 36.766.000  | 59.126.000  | 70.600.000  | 56.511.000  |
| 6         | Malaysia    | 329.847         | 7.312.000   | 15.650.000  | 32.653.000  | 42.929.000  | 51.000.000  |
| 7         | Campuchia   | 181.035         | 5.211.000   | 9.368.000   | 16.927.000  | 22.400.000  | 56.511.000  |
| 8         | Lào         | 236.800         | 2.078.000   | 4.211.000   | 7.448.000   | 10.900.000  | 23.800.000  |
| 9         | Singapore   | 824             | 1.123.000   | 3.048.000   | 6.210.000   | 8.610.000   | 9.210.000   |
| 10        | Đông Timor  | 14.874          | 473.000     | 740.000     | 1.400.000   | 2.192.000   | 2.990.000   |
| 11        | Brunei      | 5.765           | 45.000      | 254.000     | 465.000     | 639.000     | 721.000     |
| Tổng cộng | Tổng cộng   | 4.536.397       | 192.949.000 | 429.751.000 | 671.624.000 | 818.498.000 | '           |

### Cơ quan lập pháp
Cơ quan lập pháp tại các quốc gia Đông Nam Á được tổ chức theo 2 hệ thống: Hệ thống lưỡng viện gồm các quốc gia: Thái Lan, Campuchia, Myanmar, Malaysia, Indonesia và Philippines. Hệ thống đơn viện gồm các quốc gia: Việt Nam, Lào, Singapore, Brunei và Đông Timor. Quốc hội Indonesia được xem là nghị viện có số đại biểu đông nhất Đông Nam Á, với 692 thành viên (132 ở thượng viện và 560 ở hạ viện). Quốc hội Brunei có số thành viên ít nhất, chỉ có 36 nghị sĩ.
| STT | Quốc gia    | Tổng số ghế | Số ghế thượng viện | Số ghế hạ viện  | Tuổi bầu cử     | Đứng đầu Quốc hội                                    | Nhiệm kỳ                                   |
| --- | ----------- | ----------- | ------------------ | --------------- | --------------- | ---------------------------------------------------- | ------------------------------------------ |
| 1   | Campuchia   | 184 ghế     | 61 ghế             | 123 ghế         | 18 tuổi trở lên | Chủ tịch Thượng viện và Chủ tịch Hạ viện             | 5 năm tại Thượng viện và 5 năm tại Hạ viện |
| 2   | Thái Lan    | 650 ghế     | 150 ghế            | 500 ghế         | 18 tuổi trở lên | Phát ngôn viên Thượng viện và Phát ngôn viên Hạ viện | 5 năm tại Thượng viện và 5 năm tại Hạ viện |
| 3   | Myanmar     | 664 ghế     | 224 ghế            | 440 ghế         | 18 tuổi trở lên | Chủ tịch Thượng viện và Phát ngôn viên Hạ viện       | 5 năm tại Thượng viện và 5 năm tại Hạ viện |
| 4   | Malaysia    | 292 ghế     | 70 ghế             | 222 ghế         | 21 tuổi trở lên | Chủ tịch Thượng viện và chủ tịch Hạ viện             | 3 năm tại Thượng viện và 5 năm tại Hạ viện |
| 5   | Indonesia   | 692 ghế     | 132 ghế            | 560 ghế         | 17 tuổi trở lên | Chủ tịch Thượng viện và Chủ tịch Hạ viện             | 5 năm tại Thượng viện và 5 năm tại Hạ viện |
| 6   | Philippines | 310 ghế     | 24 ghế             | 286 ghế         | 18 tuổi trở lên | Chủ tịch Thượng viện và Chủ tịch Hạ viện             | 6 năm tại Thượng viện và 3 năm tại Hạ viện |
| 7   | Việt Nam    | 498 ghế     | Không chia viện    | Không chia viện | 18 tuổi trở lên | Chủ tịch Quốc hội                                    | 5 năm                                      |
| 8   | Lào         | 115 ghế     | Không chia viện    | Không chia viện | 18 tuổi trở lên | Chủ tịch Quốc hội                                    | 5 năm                                      |
| 9   | Singapore   | 99 ghế      | Không chia viện    | Không chia viện | 21 tuổi trở lên | Phát ngôn viên Quốc hội                              | 5 năm                                      |
| 10  | Brunei      | 36 ghế      | Không chia viện    | Không chia viện | 18 tuổi trở lên | Chủ tịch Quốc hội                                    | Không cố định                              |
| 11  | Đông Timor  | 65 ghế      | Không chia viện    | Không chia viện | 17 tuổi trở lên | Chủ tịch Quốc hội                                    | 5 năm                                      |

| Quốc gia    | Dân số (2021) | Ngôn ngữ                                                                   | Tôn giáo                                       | Sắc tộc                                                                    |
| ----------- | ------------- | -------------------------------------------------------------------------- | ---------------------------------------------- | -------------------------------------------------------------------------- |
| Brunei      | 439,000       | Tiếng Mã Lai Brunei                                                        | Hồi giáo                                       | Người Mã Lai                                                               |
| Campuchia   | 16,728,000    | Tiếng Khmer                                                                | Phật                                           | Người Khmer                                                                |
| Đông Timor  | 1,321,000     | Tiếng Tetum, Tiếng Bồ Đào Nha                                              | Cơ Đốc giáo (Công giáo)                        | Người Timor                                                                |
| Indonesia   | 273,623,000   | Tiếng Indonesia, Tiếng Java                                                | Hồi giáo                                       | Người Indonesia                                                            |
| Lào         | 7,276,000     | Tiếng Lào                                                                  | Phật                                           | Người Lào                                                                  |
| Malaysia    | 32,366,000    | Tiếng Mã Lai                                                               | Hồi giáo                                       | Người Mã Lai                                                               |
| Myanmar     | 54,409,000    | Tiếng Miến Điện                                                            | Phật                                           | Người Miến Điện                                                            |
| Philippines | 109,000,000   | Tiếng Filipino                                                             | Cơ Đốc giáo (Công giáo)                        | Người Filipino                                                             |
| Singapore   | 5,900,000     | Tiếng Hoa, Mã Lai, Tamil, Khác                                             | Phật, Hồi giáo, Cơ Đốc giáo, Hindu, Tín ngưỡng | Người Hoa, Mã Lai, Tamil, Khác                                             |
| Thái Lan    | 70,780,000    | Tiếng Thái                                                                 | Phật                                           | Người Thái                                                                 |
| Việt Nam    | 96,339,000    | Tiếng Việt                                                                 | Tín ngưỡng, Phật                               | Người Việt                                                                 |
| Tổng cộng   | 668.180.000   | Tiếng Indonesia, Java, Filipino, Việt, Thái, Miến Điện, Mã Lai, Khmer, Lào | Hồi giáo, Phật, Cơ Đốc giáo                    | Người Indonesia, Java, Filipino, Việt, Thái, Miến Điện, Mã Lai, Khmer, Lào |

## Đặc điểm xã hội
Đông Nam Á có các biển, vịnh biển ăn sâu vào đất liền, tạo điều kiện cho các luồng di dân giữa đất liền và các đảo, cho sự giao lưu văn hóa giữa các quốc gia, các dân tộc. Người Đông Nam Á có nhiều nét tương đồng trong sinh hoạt, sản xuất, như cùng trồng lúa nước, dùng trâu bò làm sức kéo, dùng gạo làm nguồn lương thực chính... Tuy vậy mỗi nước vẫn có những phong tục, tập quán, tín ngưỡng riêng tạo nên sự đa dạng trong văn hóa của cả khu vực. Ví dụ sự đa dạng về tín ngưỡng: đa số người Malaysia, Indonesia theo đạo Hồi; người Myanmar, Thái Lan, Campuchia và Lào theo đạo Phật; ở Philippines, đạo Ki-tô và đạo Hồi có số người theo đông nhất. Ở Việt Nam cùng với đạo Phật, đạo Ki-tô, người dân còn có các tín ngưỡng địa phương.
Vị trí cầu nối và nguồn tài nguyên giàu có của Đông nam Á đã thu hút sự chú ý của các nước đế quốc. Cho tới trước chiến tranh thế giới thứ hai, ba nước Campuchia, Lào, Việt Nam bị đế quốc Pháp xâm chiếm; Myanmar, Malaysia trở thành thuộc địa của Anh; Indonesia là thuộc địa của Hà Lan; Philippines bị Tây Ban Nha và sau đó Hoa Kỳ chiếm đóng. Ngoại lệ, Thái Lan giữ được nền độc lập nhưng lệ thuộc phương Tây nhiều mặt. Trong chiến tranh thế giới thứ hai, hầu hết các nước Đông Nam Á bị phát xít Nhật xâm chiếm. Sau chiến tranh thế giới thứ hai, các nước đã lần lượt giành lại được độc lập. Hiện nay đa số các quốc gia trong khu vực theo chế độ cộng hòa, bên cạnh đó là một số quốc gia theo chính thể quân chủ lập hiến. Các nước trong khu vực đều mong muốn hợp tác phát triển. Các nước Đông Nam Á có những nét tương đồng trong nền văn hóa đậm đà bản sắc dân tộc, trong lịch sử đấu tranh giành độc lập và đang cùng nhau xây dựng mối quan hệ hợp tác toàn diện, cùng nhau phát triển đất nước và khu vực.